# Mujeres en la Alemania nazi

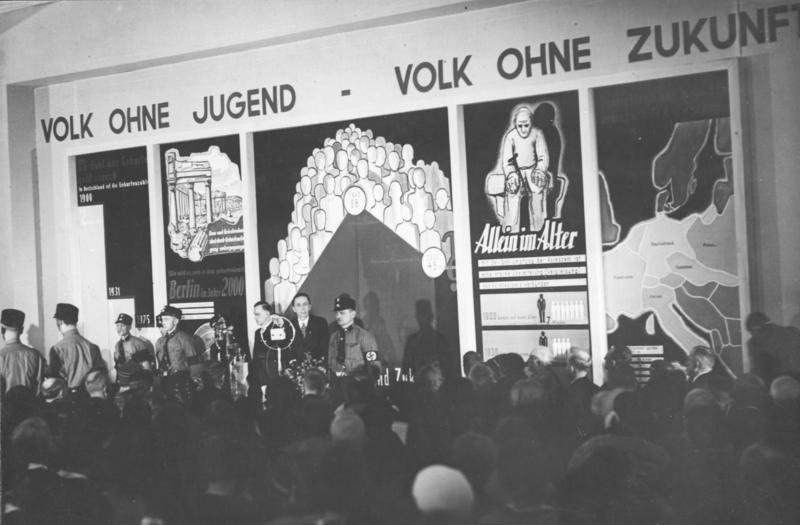
Inauguración de la exposición Die Frau, Frauenleben und -wirken in Familie, Haus und Beruf (Mujeres: la vida de la mujer, su papel en la familia, en el hogar y en el trabajo) en la Kaiserdamm, el 18 de marzo de 1933, con el ministro de Propaganda Joseph Goebbels

Las mujeres en la Alemania nazi estaban sujetas a las doctrinas del Partido Nazi (NSDAP), que promovía su exclusión  de la vida política y académica de Alemania, así como de su órganos y comités ejecutivos.   Por otro lado, ya sea por su gran número, por la falta de organización local o por ambas cosas,  muchas alemanas se afiliaron al partido nazi. A pesar de esto, el régimen las alentó y presionó para que se centraran en los roles de madre y esposa. Estaban excluidas de todos los demás puestos de responsabilidad, incluidas las esferas políticas y académicas.
Las políticas impuestas contrastaron con la evolución de los derechos de las mujeres y la igualdad de género bajo la República de Weimar, y se distinguieron de la actitud conservadora y dominada por los hombres bajo el Imperio alemán. La reglamentación de las mujeres en el seno de organizaciones satélites del Partido Nazi, como el Bund Deutscher Mädel o la NS-Frauenschaft, tenía como objetivo último fomentar la cohesión de la "comunidad popular" (Volksgemeinschaft).
La mujer ideal en la Alemania nazi no tenía una carrera fuera de casa. En cambio, debía ser una buena esposa (comoquiera que su marido la definiera), una madre cuidadosa y concienzuda (con especial cuidado en criar a sus hijos de acuerdo con las filosofías e ideales nazis) y hábil en realizar todas las tareas domésticas, como limpiar y cocinar. Las mujeres tenían un derecho limitado a recibir formación de cualquier tipo, dicha formación giraba en torno a las tareas domésticas. Con el tiempo, a las mujeres se les impidió enseñar en universidades, trabajar como profesionales médicas y ocupar puestos políticos dentro del NSDAP.  A excepción de la Reichsführerin Gertrud Scholtz-Klink, a las mujeres no se les permitía desempeñar funciones oficiales. Sin embargo, hubo algunas excepciones notables, ya sea por su proximidad a Adolf Hitler, como Magda Goebbels, o por sobresalir en campos concretos, como la cineasta Leni Riefenstahl o la aviadora Hanna Reitsch. Muchas restricciones a las mujeres se levantaron una vez que la necesidades de la guerra requirieron cambios en la política del régimen.
La historiografía de las mujeres alemanas "ordinarias" en la Alemania nazi ha cambiado con el tiempo. Los estudios posteriores a la Segunda Guerra Mundial tendían a verlas como víctimas adicionales de la opresión nazi. Sin embargo, a finales del siglo XX, los historiadores comenzaron a argumentar que las alemanas pudieron influir en el curso del régimen e incluso en la guerra. Estos estudios encontraron que las experiencias de las mujeres durante el régimen nazi variaban según la clase, la edad y la religión. 
Si bien muchas mujeres desempeñaron un papel influyente en el corazón del sistema nazi u ocuparon puestos oficiales en el corazón de los campos de concentración nazis,  unas pocas participaron en la resistencia alemana y pagaron con sus vidas, como Libertas Schulze-Boysen. y Sophie Scholl.

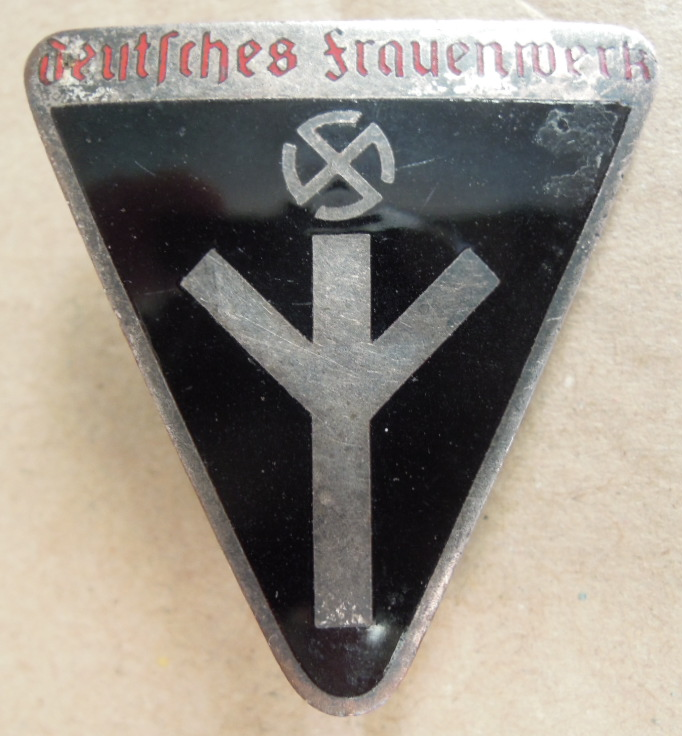
Insignia de membresía de Deutsches Frauenwerk, una asociación nazi de mujeres fundada en octubre de 1933.

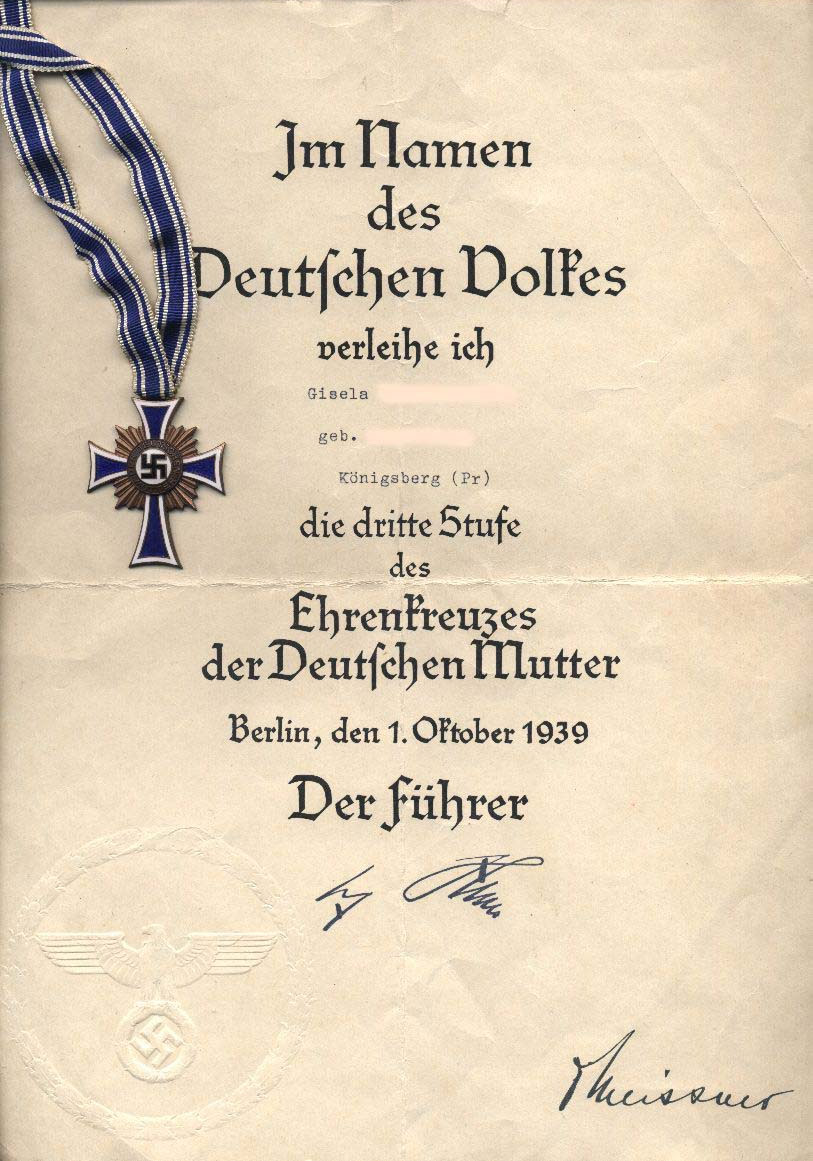
Certificado de la Cruz de Honor de la Madre Alemana durante la Segunda Guerra Mundial

## Trasfondo
Bajo la República de Weimar, la situación de la mujer era una de las más progresistas de Europa. La Constitución de Weimar del 19 de enero de 1919 proclamó su derecho al voto (artículos 17 y 22), la igualdad de los sexos en asuntos cívicos (art. 109), la no discriminación contra las mujeres burócratas (art. 128), derechos de maternidad (art. 19) e igualdad conyugal dentro del matrimonio (art. 119).  Clara Zetkin, destacada líder del movimiento feminista alemán, fue diputada del Reichstag de 1920 a 1933 e incluso presidió la asamblea en calidad de decana. Pero la época de Weimar no representó un gran avance para la liberación de las mujeres, quienes siguieron estando poco representadas en el parlamento; se siguió promoviendo la maternidad como su función social más importante; el aborto todavía era perseguible (artículo 218 del Código Penal); y las trabajadoras no lograron avances económicos sustanciales, como la igualdad de salarios.  Con el surgimiento del consumismo, las empresas y el gobierno tenían una necesidad cada vez mayor de mano de obra. Aunque el trabajo se convirtió en una vía hacia la emancipación para las mujeres, a menudo se las restringía a trabajos administrativos como secretarias o personal de ventas, donde generalmente se les pagaba entre un 10 y un 20% menos que los empleados masculinos,  bajo diversos pretextos, como la afirmación de que sus la comprensión de las tareas domésticas las liberaba de ciertos gastos en el hogar.
El NSDAP se veía a sí mismo como un “partido de hombres”, y su elección de simbolismo y apariencia fue marcial. Ya el 21 de enero de 1921, dos años después de que se introdujera el sufragio femenino en Alemania, el partido había decidido que las mujeres no podían convertirse en miembros de la dirección del partido ni en miembros de un comité directivo. 
Después de la decepcionante elección presidencial de 1932, Hitler intentó ganarse a las mujeres para el “movimiento” y formuló sus primeras ideas centrales en este contexto. Su jefe de propaganda, Joseph Goebbels, escribió sobre esto en su diario:

El Führer desarrolla ideas completamente nuevas sobre nuestra posición hacia las mujeres. Estos son de suma importancia para las próximas elecciones. Porque fue precisamente en este ámbito donde fuimos duramente atacados en las primeras elecciones. La mujer es la compañera sexual y de trabajo del hombre. Ella siempre lo ha sido y siempre lo será. Incluso dadas las condiciones económicas actuales, tiene que ser así. Antes en el campo, hoy en la oficina. El hombre es el organizador de la vida, la mujer es su ayuda y su órgano ejecutivo. Estas opiniones son modernas y nos elevan por encima de todo el resentimiento nacionalista alemán.
Joseph Goebbels, Tagebücher, 29 de marzo de  1932

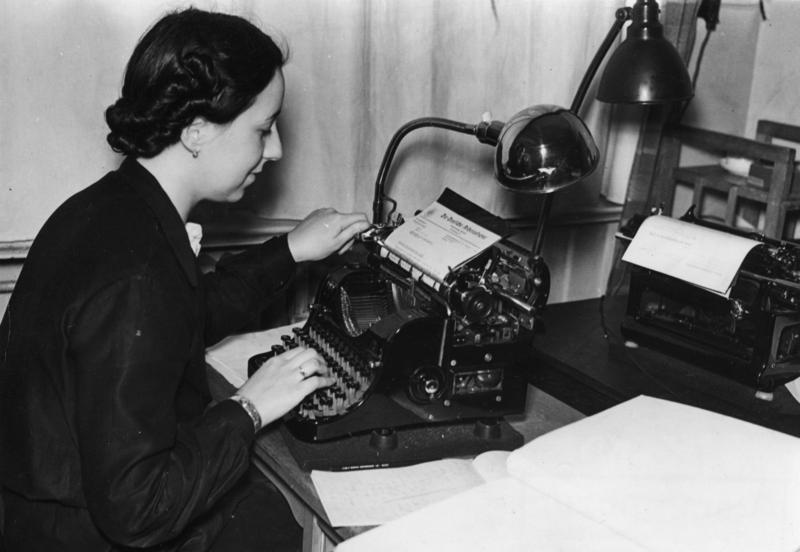
Secretaria alemana, en 1938.

Mientras que la mayoría de los partidos de la República de Weimar presentaron candidatas (y algunas resultaron elegidas), el partido nazi no lo hizo. En 1933, Goebbels justificó esta posición explicando que "es necesario dejar a los hombres lo que les pertenece".  Alemania pasó de tener 37 diputadas en un parlamento de 577 miembros, a ninguna, tras las elecciones al Reichstag de noviembre de 1933. 

### Inicio del régimen nazi
La llegada de Adolf Hitler al poder como canciller marcó el fin de numerosos derechos de las mujeres, a pesar de que Hitler había logrado su ascenso social en parte gracias a la protección de mujeres influyentes y votantes.    La socialización de Hitler dentro de círculos adinerados y con personas de la alta sociedad como la princesa Elsa Bruckmann, esposa del editor Hugo Bruckmann, y Helene Bechstein, esposa del industrial Edwin Bechstein,  le proporcionó al partido nazi nuevas e importantes fuentes de financiación. Gertrud von Seidlitz, viuda de familia noble, donó 30.000 marcos al partido en 1923;  y Helene Bechstein, que tenía una propiedad en Obersalzberg, facilitaron a Hitler la adquisición de la propiedad Wachenfeld. 
En cuanto al papel desempeñado por las mujeres votantes en el ascenso de Hitler al poder, Helen Boak señala que "el NSDAP había ido ganando proporcionalmente más apoyo de las mujeres que de los hombres desde 1928 en adelante, no debido a ningún esfuerzo concertado de su parte ni a su ni por un elemento específico de su propaganda. Las mujeres eligieron votar al NSDAP por las mismas razones que los hombres votaron por el partido: por interés propio, por la creencia de que el partido representaba mejor su propia idea de lo que debería ser la sociedad alemana. El aumento mayor en la proporción de votos de las mujeres que en el de los votos de los hombres emitidos para el NSDAP a partir de 1928 se debe en gran medida a la creciente prominencia y respetabilidad del partido, incluso si pueden haber estado en desacuerdo con la posición del mismo en cuestiones individuales. dinamismo, el contraste de su joven liderazgo con los estadistas más veteranos de los otros partidos, su fuerza creciente, la desintegración de los partidos conservadores liberales y locales y la desilusión e insatisfacción general con lo que la República de Weimar había aportado o no, todo contribuyó a las razones por las que los hombres y mujeres alemanes recurrieron al NSDAP. Debido a la preponderancia de las mujeres en el electorado, el NSDAP recibió más votos de mujeres que de hombres en algunas áreas antes de 1932 y en todo el Reich en 1932. Por lo tanto, no se puede sostener que Hitler y su partido no atraían a las mujeres votantes y que el NSDAP se benefició poco del sufragio femenino.  La historiadora Wendy Lower deja claro que si bien "las mujeres no eran la mayoría de los que votaron por Hitler... En las elecciones presidenciales de marzo de 1932... El 26,5% [de las mujeres alemanas votaron] por Hitler. En las elecciones de septiembre de 1931, 3 millones de mujeres votaron por candidatos del NSDAP, casi la mitad del total de 6,5 millones de votos emitidos para el NSDAP. "  Sin embargo, en términos de patrones de votación, una mayor proporción de votantes masculinos apoyó al partido nazi en comparación con las votantes femeninas. 
En 1935, durante un discurso ante el Congreso Nacionalsocialista de Mujeres, Hitler declaró, con respecto a los derechos de las mujeres:

en realidad, la concesión de los llamados derechos iguales a las mujeres, tal como lo exige el marxismo, no confiere igualdad de derechos en absoluto, sino que constituye la privación de derechos, ya que arrastra a las mujeres a una zona donde sólo pueden ser inferiores. Coloca a las mujeres en situaciones en las que no pueden fortalecer su posición frente a los hombres y ante la sociedad, sino que  sólo las debilita.

El hecho de que Hitler no estuviera casado y representara un ideal masculino para muchos alemanes llevó a su erotización en la imaginación pública. En abril de 1923 apareció un artículo en el Münchener Post que afirmaba que "las mujeres adoran a Hitler";  se le describió adaptando sus discursos a "los gustos de las mujeres que, desde el principio, cuentan entre sus más fervientes admiradoras".  Las mujeres desempeñaron un papel decisivo a la hora de incorporar a sus maridos al redil político nazi, contribuyendo al reclutamiento de miembros del NSDAP. 
En una sociedad que comenzaba a considerar a las mujeres como iguales a los hombres, las políticas nazis constituyeron un revés, obligando a las mujeres a abandonar la vida política. Las políticas nazis relativas a las mujeres fueron un aspecto de sus esfuerzos por detener lo que consideraban la decadencia de la República de Weimar. A sus ojos, el régimen de Weimar, que percibían como de carácter judío, parecía en efecto feminizado, además de tolerante con la homosexualidad, la verdadera antítesis de la virilidad alemana.
Heinrich Himmler así lo declaró a los SS-Gruppenführer, el 18 de febrero de 1937:

En general, en mi opinión, hemos masculinizado demasiado nuestra vida, hasta el punto de militarizar cosas imposibles [...] Para mí, es una catástrofe que organizaciones de mujeres, comunidades de mujeres y sociedades de mujeres intervengan en un ámbito, eso destruye todo encanto femenino, toda la majestad y gracia femenina. Para mí es una catástrofe que nosotros, los demás pobres tontos -hablo en general, porque no me refiero a ustedes directamente- queramos hacer de las mujeres un instrumento de pensamiento lógico, educarlas en todo lo posible, que queremos masculinizarlas. Con el tiempo la diferencia entre los sexos, la polaridad desaparecerá. El camino hacia la homosexualidad no está lejos. [...] Debemos ser muy claros. El movimiento, la ideología, no puede sostenerse si la llevan las mujeres, porque el hombre concibe todo a través de la mente, mientras que las mujeres captan todo a través del sentimiento. [...] Los sacerdotes quemaron 5.000 a 6.000 mujeres [por brujería], porque preservan emocionalmente la sabiduría antigua y las enseñanzas antiguas, y porque, emocionalmente, no se sueltan, mientras que los hombres, están dispuestos lógica y racionalmente.

Oficialmente, el estatus de las mujeres cambió de "igualdad de derechos" (Gleichberechtigung) a una "equivalencia" entre hombres y mujeres (Gleichstellung).  El historiador fr señala que "esta ofensiva ofreció la doble ventaja de complacer a sus colegas masculinos preocupados por esta competencia, y devolvió a la vida privada a más de 100.000 personas orgullosas de su éxito, la mayoría de los cuales eran votantes que apoyaban a la izquierda política". Esta política generó preocupación entre los militantes del NSDAP, a quienes les preocupaba que perjudicara el número de mujeres graduadas, una reserva necesaria para las futuras filas del partido. 

### Retiro de la educación superior
En 1933 se modificaron los programas escolares para niñas, en particular con el objetivo de disuadirlas de seguir estudios universitarios. Los cinco años de clases de latín y tres años de ciencias fueron reemplazados por cursos de lengua alemana y formación en habilidades domésticas.  Esto no dio resultados productivos. Por un lado, un número importante de niñas se matriculó en escuelas de varones, mientras que, por otra parte, en general se ignoraron las "restricciones de inscripción" del 10% en el nivel universitario. Así, las medidas sólo redujeron la matrícula en las facultades de medicina del 20% al 17%. 
Algunas asociaciones de mujeres, en particular grupos comunistas y socialistas, fueron prohibidas y, en algunos casos excepcionales, sus miembros fueron arrestados o asesinados.  Se pidió a todas las asociaciones que entregaran miembros judíos, como la Unión de Mujeres Protestantes, la Asociación de Hogares y Campos, la Unión de Mujeres de la Sociedad Colonial Alemana y la Unión de la Reina Luisa.  La mayoría de las asociaciones se disolvieron u optaron por desaparecer, como el BDF (Bund Deutscher Frauenverein), creado en 1894, que se disolvió en 1933 para evitar ser controlado.  Sólo una asociación de mujeres persistió bajo el régimen (la asociación de Gertrud Bäumer, Die Frau, o Mujer), hasta 1944, pero puesta bajo la tutela del Ministerio del Reich para la Ilustración Pública y Propaganda, dirigido por Joseph Goebbels.  Rudolf Hess fundó el Deutsches Frauenwerk  que, junto con la rama femenina del partido nazi, la Liga Nacionalsocialista de Mujeres, tenía como objetivo convertirse en una organización de masas para el régimen. 
En 1936, se aprobó una ley que prohibía a las mujeres ciertos puestos de alto nivel en el sistema judicial (en particular, juez y fiscal, gracias a la intervención personal de Hitler ) y en el ámbito médico. A las doctoras ya no se les permitió ejercer, hasta que su pérdida tuvo un efecto perjudicial, dadas las necesidades en el ámbito de la salud, y algunas fueron llamadas a trabajar. También se disolvió la Asociación de Mujeres Médicas, que fue absorbida por su homóloga masculina.  Durante la República de Weimar, sólo el 1% de los puestos universitarios estaban ocupados por mujeres. El 8 de junio de 1937, un decreto estipulaba que sólo podían ser nombrados hombres para estos cargos, si no era en el ámbito social. Sin embargo, el 21 de febrero de 1938, "a título individual y excepcional", tras la presión de Gertrud Scholtz-Klink,  una científica, Margarete Gussow, obtuvo un puesto en astronomía. La matemática Ruth Moufang pudo logró su doctorado, pero no pudo obtener el derecho a enseñar y se vio obligada a trabajar para la industria nacional.  Emmy Noether, otra matemática, fue despedida de su cargo en virtud de la "ley alemana para la restauración del servicio público" del 7 de abril de 1933, por haber estado activa en los años 1920 en el USPD y el SPD. La investigadora física Lise Meitner, que dirigió el Departamento de Física de la Sociedad Kaiser Wilhelm, pudo permanecer en su puesto hasta 1938, pero esto sólo se debió a su nacionalidad austriaca, que terminó con el Anschluss). Luego se fue a los Países Bajos y más tarde a Suecia. En el ámbito científico casi no hubo nominaciones de mujeres. En 1942, a una mujer no se le permitió dirigir un instituto científico, a pesar de que ningún candidato masculino se había presentado.  El exilio de las mujeres de la vida política fue total: no podían sentarse ni en el Reichstag, ni en los parlamentos regionales ni en los consejos municipales.
No hubo resistencia sustancial a este control. Las asociaciones de mujeres burguesas pensaron, como muchas otras, que el gobierno nazi era un fenómeno pasajero que pronto se desvanecería, y que a través de su participación aún podían ejercer alguna influencia.  De este modo se engañaron a sí mismas creyendo que estaban obteniendo un "arreglo aceptable", como estaban acostumbradas a hacer bajo un sistema patriarcal. Respecto a la tendencia generalizada a subestimar la amenaza que representaba el régimen, la historiadora Claudia Koonz destaca el dicho popular de la época: "La sopa nunca se come tan caliente como se cocina".   Las mujeres que estaban más decididas en su oposición o pusieron sus miras en la emigración o, si adoptaban una postura activa, corrían el riesgo de ser arrestadas, internadas y posiblemente ejecutadas, al igual que los hombres opositores al régimen. 

### Recuperación parcial en 1937
Al darse cuenta de la necesidad de las mujeres en determinadas profesiones y de su utilidad en la economía del país, la política antiemancipación en materia de mano de obra se vio rápidamente mitigada. Por otra parte, se invitaba a las mujeres a adherirse al nazismo y se las tranquilizaba con la idea de que podían ser madres y tener un empleo. Joseph Goebbels incluso atacó las campañas de propaganda contra el lápiz labial en Völkischer Beobachter y atacó a los ideólogos más entusiastas. 

## Ideal femenino nazi

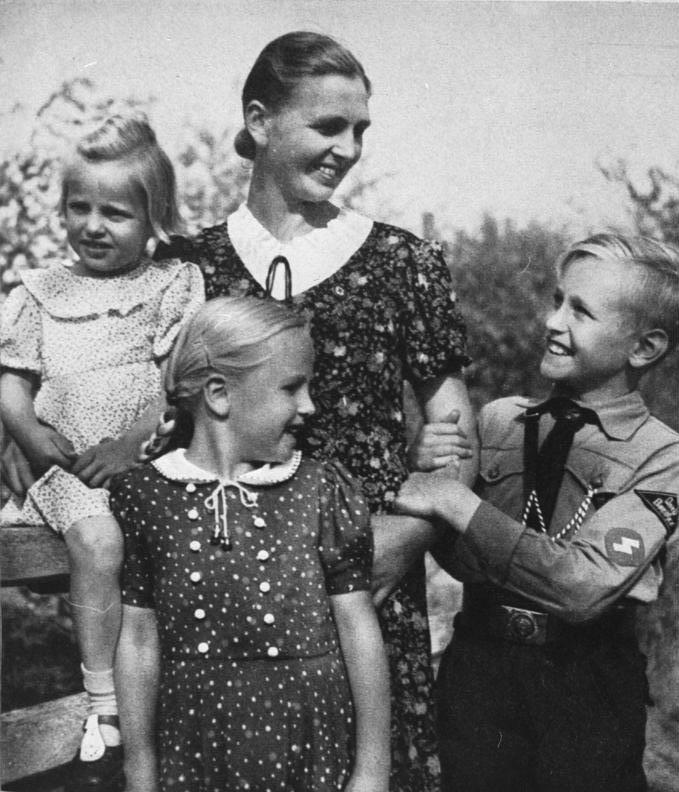
Fotografía de propaganda nazi : una madre, sus hijas y su hijo con el uniforme de las Juventudes Hitlerianas posan para la revista SS-Leitheft, febrero de 1943.

### La nueva mujer
La mujer nazi era una parte importante de la visión de Adolf Hitler de la sociedad alemana (la Volksgemeinschaft) y debería reflejar sus ideales: racialmente pura y físicamente robusta. No debería trabajar fuera de casa, y debería dedicarse a la maternidad, siguiendo el lema del ex emperador Guillermo II de Alemania: Kinder, Küche, Kirche. En un documento publicado en 1934, Los nueve mandamientos de la lucha obrera, Hermann Goering resume sin rodeos el papel futuro de la mujer alemana: "Toma una olla, un recogedor y una escoba y cásate con un hombre".   Estos ideales se plasmaron en varias instituciones nazis, como las escuelas de novias del Deutsches Frauenwerk, dirigidas principalmente a futuras novias de miembros de las SS y del Partido Nazi, y la asociación Glaube und Schönheit para mujeres de 17 a 21 años.
Esto era antifeminista en el sentido de que los nazis consideraban que los derechos políticos otorgados a las mujeres (el acceso a puestos de alto nivel, por ejemplo) eran incompatibles con la naturaleza de la reproducción, el único papel dentro del cual podían florecer y servir mejor a los intereses de la nación. Magda Goebbels declaró en 1933: "Las mujeres alemanas estaban excluidas de tres profesiones: del ejército, como en el resto del mundo, del gobierno; y de la judicatura. Si una joven alemana debe elegir entre el matrimonio o una carrera, siempre se la alentará a casarse", porque eso es lo mejor para una mujer".  
Estos ideales diferían de las normas conservadoras y patriarcales que habían prevalecido durante el Imperio alemán, en el que en lugar de ser marginadas en la sociedad, se esperaba que las mujeres participaran a un nivel fundamental en los roles de madre y esposa. En la práctica, el hecho de que la movilización de las mujeres (Liga de Muchachas Alemanas y luego Liga Nacionalsocialista de Mujeres) estuviera tan altamente organizada indica que las mujeres no tenían el mismo estatus que en el siglo XIX. El nuevo régimen habría atraído a un electorado conservador y a una parte marginal de la población muy crítica con la imagen de la mujer emancipada de los años veinte. Pero los objetivos ahora eran otros: pedir a cada mujer que participara en la construcción del "Reich de los 1000 años". La liberación femenina se vio, por tanto, necesariamente limitada, como afirma Heide Schlüpmann en Frauen und Film, ya que las películas de Leni Riefenstahl, directora oficial del régimen, "valoran toda una negación de la sexualidad femenina y sólo ofrecen a las mujeres una autonomía engañosa". 
La psicóloga Eva Sternheim-Peters describe en sus memorias la época del nacionalsocialismo diciendo que la desigualdad ideológica entre mujeres y hombres no se hizo evidente de inmediato, pero que muchas mujeres también la siguieron con entusiasmo. Habla de “experiencias comunitarias profundamente sentidas”, de un “nuevo ideal para las mujeres” y de la “visión de un brillante sol naciente” que hizo que el nacionalsocialismo fuera tan peligroso y que también resultara atractivo para las mujeres jóvenes. 
Annette Kuhn escribe en su ensayo Die Täterschaft deutscher Frauen im NS-System (La autoría de las mujeres alemanas en el sistema nazi) que el sistema nazi no tuvo dificultades con la mayoría de las mujeres alemanas del “viejo” movimiento de mujeres. La voluntad de las líderes del movimiento de mujeres burguesas de cooperar con el Estado nazi hizo que la transición hacia la integración ideológica en el Estado nazi fuera perfecta. La ruptura de normas y continuidad en 1933 fue deliberadamente encubierta por el comportamiento de quienes estaban a cargo de las viejas organizaciones de mujeres en sus discursos y escritos. 

### Prohibiciones y obligaciones
El uso de maquillaje estaba generalmente prohibido y se exigía cierta modestia a las mujeres, a diferencia del período de la República de Weimar, que experimentó más libertad a nivel moral. En 1933, las reuniones de la Nationalsozialistische Betriebszellenorganisation (parte del Frente Alemán del Trabajo) proclamaron que las mujeres "pintadas y empolvadas estaban prohibidas en todas las reuniones de la NSBO. Las mujeres que fuman en público (en hoteles, cafés, en la calle, etc.) será excluidas de la NSBO".   Las actividades consideradas tradicionales sólo se fomentaban en los lugares apropiados: música, trabajos manuales, gimnasia. La sexualidad estaba prohibida, a menos que tuviera un objetivo reproductivo. Las jóvenes liberadas eran consideradas "depravadas" y "antisociales". Se animó a las madres a tener hijos y se creó la Cruz de Honor de la Madre Alemana para las madres que tuvieran más de cuatro hijos. También se creó el "Día de la Madre Alemana", y en 1939, ese día fueron condecoradas tres millones de madres.  En cuanto al aborto, el acceso a los servicios fue rápidamente prohibido y, en 1935, la profesión médica se vio obligada a informar sobre los mortinatos a la Oficina Regional de Salud del Estado, que investigaría más a fondo la pérdida del niño. En 1943, los ministros del Interior y de Justicia promulgaron la ley de "Protección del matrimonio, la familia y la maternidad", que preveía la pena de muerte para las madres condenadas por infanticidio. 

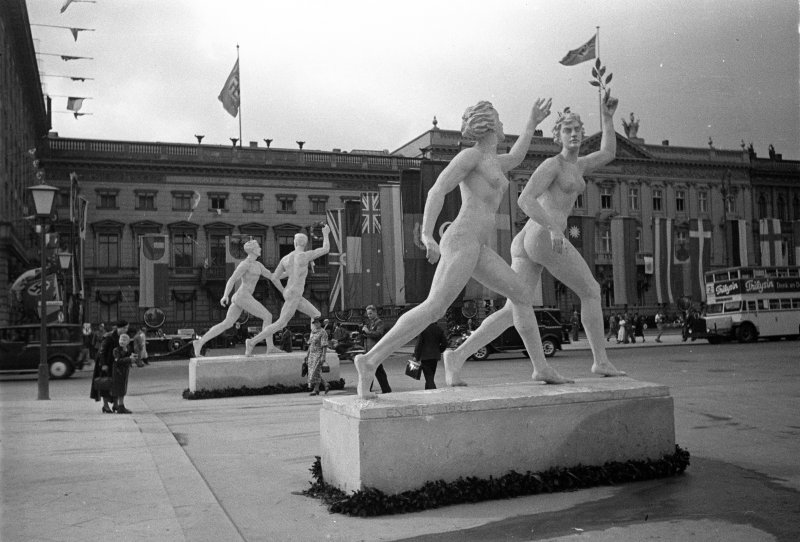
Estatuas del cuerpo femenino ideal en las calles de Berlín, levantadas con motivo de los Juegos Olímpicos de Verano de 1936

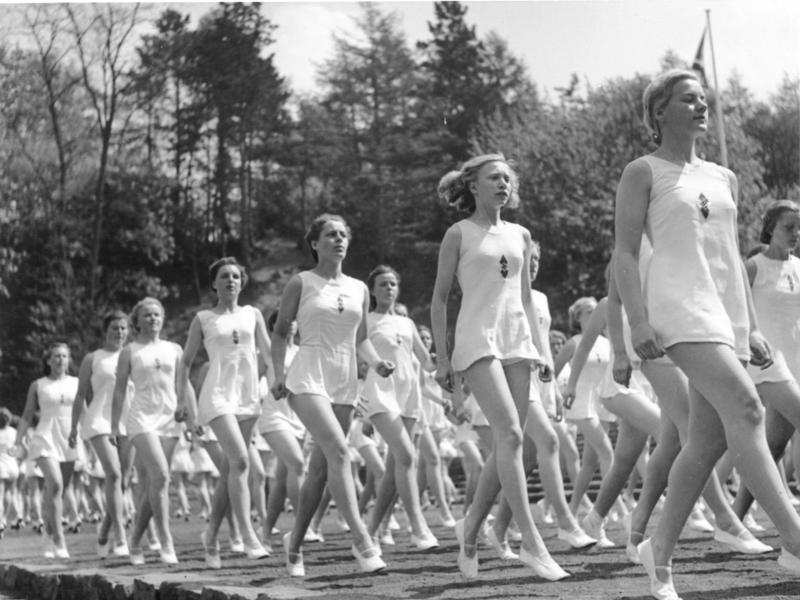
Mujeres jóvenes de la BDM practicando gimnasia en 1941.

### Estándares físicos
En línea con la teoría racial nazi, el gobierno nazi promovió el arquetipo ario (nórdico) como la apariencia física ideal: las mujeres debían ser rubias, hermosas, altas, delgadas y robustas a la vez. Esta imagen se difundió tanto a través de la publicidad como del arte oficial, luego del arte antiguo y, más concretamente, de las estatuas grecorromanas. La académica Monique Moser-Verrey señala: "un renacimiento, durante los años treinta, de temas mitológicos como el Juicio de Paris ".  Moser-Verrey señala:
Sin embargo, resulta sorprendente que la imagen de la mujer proyectada por la literatura femenina de la década de 1930 sea claramente contraria a la visión tradicional de la dulce ama de casa difundida por Rosenberg y Goebbels. Las heroínas de las novelas femeninas durante este período son a menudo un tipo de mujer fuerte y tenaz, mientras que los hijos y maridos son rápidamente entregados a la muerte. Todo sucede como si se percibiera a través de estas ficciones un verdadero antagonismo entre los sexos generado por la constante movilización de estos dos grupos independientes uno del otro. 

### Moda
La moda femenina en la Alemania nazi era problemática para los funcionarios nazis. El gobierno nazi quería hacer propaganda de la mujer "aria". En varios carteles y otros medios de comunicación, esta mujer nazi ideal era fuerte, fértil y llevaba un dirndl.  Sin embargo, los funcionarios nazis tampoco querían impedir que las industrias alemanas de la confección o la moda generaran ganancias, ya que el gobierno también buscaba crear una sociedad consumista basada en su mayor parte en productos nacionales alemanes.  Estas diferencias en los objetivos a menudo condujeron a disparidades en lo que se consideraba de moda, nacionalista y políticamente correcto para las mujeres.
Sin embargo, aunque hubo desacuerdo sobre cómo modelar idealmente a las mujeres "arias" alemanas, la retórica nazi antisemita, antiestadounidense y antifrancesa jugó un papel clave en la configuración de la ideología de la moda femenina alemana.  Los nazis criticaron severamente las modas occidentales de la década de 1920, afirmando que la moda flapper estaba "dominada por los franceses" y "severamente judía". Además, el Partido Nazi estaba estrictamente en contra de ese estilo porque sentían que masculinizaba a las mujeres y creaba un ideal inmoral.  El deseo de abolir la moda de los años 20 en la Alemania nazi era coherente con la propaganda nazi que insistía en limitar a las mujeres a la esfera privada como amas de casa y figuras maternas. 
Sin embargo, si bien el gobierno nazi buscó crear un ideal maternal para la mujer aria, también buscó ganancias financieras de la industria textil.  Si bien Hitler instó a las mujeres a consumir, concluyó que las mujeres sólo debían consumir productos alemanes. La creación del Instituto Alemán de la Moda (Deutsches Modeamt) que buscaba crear un nicho de mercado occidental para la alta costura, generó opiniones diversas sobre cómo deberían interactuar la moda y la política nazi.

## Regimentación de las mujeres
No se descuidaba la educación obligatoria de las niñas y en las escuelas se colocaba a niños y niñas en igualdad de condiciones. Se animaba a las niñas a seguir la educación secundaria, pero se les cerraban los estudios universitarios. A partir de 1935 se les exigió que cumplieran un período de trabajo de seis meses en beneficio del servicio de trabajo femenino, el Reichsarbeitsdienst Deutscher Frauenarbeitsdienst . Adolf Hitler declaró, el 12 de abril de 1942, que las escuelas del Reich debían reunir a "niños y niñas de todas las clases" para encontrarse con "toda la juventud del Reich".  El manual educativo Das kommende Deutschland señala que:

La Jungmädel (joven) debe saber a) la fecha y el lugar del nacimiento del Führer, y poder contar su vida. b) Es capaz de contar la historia del movimiento y la lucha de las SA y las Juventudes Hitlerianas. c) Conoce a los colaboradores vivos del Führer."

También se requería que conocieran la geografía de Alemania, sus himnos, así como las cláusulas del Tratado de Versalles. 
Se consideraba que el BDM instruía a las mujeres a evitar la Rassenschande (deshonra racial), que se trataba con particular importancia para las mujeres jóvenes con el fin de preservar la raza aria.  Durante la guerra, se hicieron repetidos esfuerzos para propagar el Volkstum ("conciencia racial"), para prevenir las relaciones sexuales entre alemanes y trabajadores extranjeros. La propaganda nazi publicó panfletos que ordenaban a todas las mujeres alemanas evitar las relaciones sexuales con los trabajadores extranjeros traídos a Alemania por considerarlas un peligro para su sangre.  Las mujeres alemanas acusadas de corrupción racial eran obligadas a desfilar por las calles con la cabeza rapada y un cartel alrededor del cuello que detallaba su crimen.  Las condenadas eran enviados a un campo de concentración.  Cuando Himmler supuestamente preguntó a Hitler cuál debería ser el castigo para las muchachas y mujeres alemanas que habían sido declaradas culpables de profanación racial con prisioneros de guerra (POW), ordenó que "todo prisionero de guerra que tuviera relaciones con una niña alemana o un alemán sería fusilado", y la mujer alemana debería ser humillada públicamente "cortándole el pelo y enviándola a un campo de concentración". 
Robert Gellately en The Gestapo and German Society. Enforcing Racial Policy 1933–1945 escribe sobre casos de mujeres alemanas declaradas culpables de tener relaciones sexuales con prisioneros de guerra y trabajadores extranjeros. Un caso ocurrido en marzo de 1941 fue el de una mujer casada que tuvo una aventura con un prisionero de guerra francés, le afeitaron la cabeza y la hicieron marchar por la ciudad de Bramberg (Ebern) en la Baja Franconia llevando un cartel que decía: " He mancillado el honor de la mujer alemana".  Otro caso fue el de Dora von Calbitz, quien en septiembre de 1940 fue declarada culpable de haber tenido relaciones sexuales con un polaco. Le afeitaron la cabeza y la colocaron en la picota de su ciudad de Oschatz, cerca de Leipzig, con un cartel que proclamaba: " He sido una mujer alemana deshonrosa porque busqué y tuve relaciones con polacos. Al hacerlo, me excluí de la Volksgemeinschaft. " 
La educación de las niñas también significaba adoctrinamiento político. Ya existían escuelas de élite de estudios políticos, las Napola (Nationalpolitische Anstalten), uno para niñas inaugurado en 1939 en Viena y otro en 1942 en Luxemburgo. Estas instituciones no tenían como objetivo permitir a las mujeres reingresar a la vida política sino dotar a las mejores del bagaje cultural necesario para ocupar puestos relacionados con la gestión de los asuntos de la mujer. Se trataba de una minoría muy pequeña. Sin embargo, el 5 de junio de 1942, el ministro de Finanzas Lutz Schwerin von Krosigk, político conservador, amenazó con recortar las subvenciones a la segunda escuela, si no se convertía en una simple pasantía para adolescentes, rechazando toda educación política para las niñas. Adolf Hitler decidió lo contrario el 24 de junio de 1943, prometiendo la construcción de tres nuevos Napola.
Mientras las Juventudes Hitlerianas se dedicaban a organizar la vida extraescolar de los adolescentes varones, el Bund Deutscher Mädel (BDM), se ocupaba de las adolescentes de 14 a 18 años. Fundada en 1934, la organización fue necesaria tras la ley del 1 de diciembre de 1936. Fue dirigida de 1934 a 1937 por Trude Mohr, y luego, de 1937 a 1945, por la psicóloga Jutta Rüdiger. Se capacitó a las jóvenes para determinados empleos (trabajo social, limpieza) o para la agricultura (Ernteeinsatz: , ayudando en la cosecha) y practicando deportes; pero, sorprendentemente, como muestra el manual educativo Das kommende Deutschland, el rendimiento físico exigido era a veces el mismo que el de los niños (por ejemplo, correr 60 metros en menos de 12 segundos).  Todos los miércoles por la tarde se celebraban "fiestas en casa" para chicas de 15 a 20 años, para debatir sobre arte y cultura.  Se organizaron campamentos de vacaciones de una semana de duración durante el verano  en Alemania o en el extranjero. También existía un servicio de trabajo obligatorio de seis meses, el Reichsarbeitsdienst der weiblichen Jugend (Servicio Nacional de Trabajo para Mujeres Jóvenes), completado en 1941 con seis meses adicionales en el Kriegshilfsdienst (servicio de ayuda en la guerra). Para las jóvenes de entre 18 y 25 años que deseaban encontrar trabajo,  se instituyó en 1938 el Pflichtjahr, un año de servicio obligatorio en labores agrícolas o domésticas. 

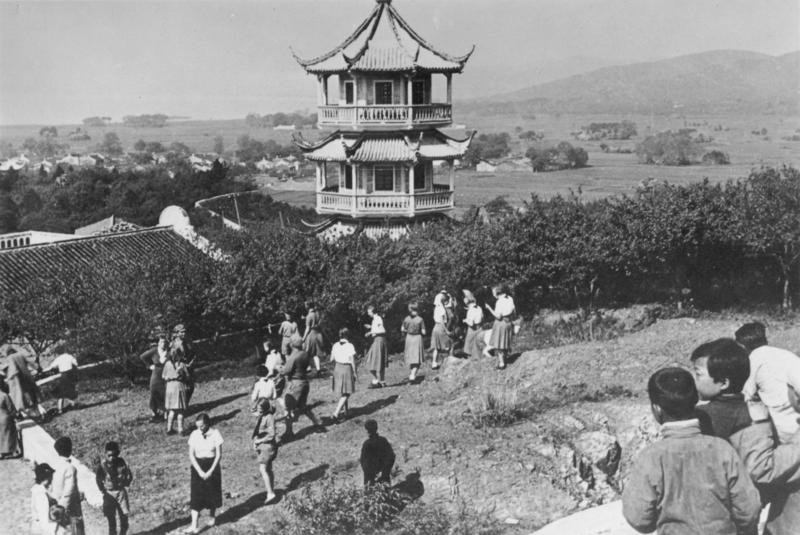
Miembros del BDM en un campamento de vacaciones en Wuxi, en la República de China (1912-1949), en 1934

### Liga Nacionalsocialista de Mujeres

Bandera de servicio para el trabajo de las mujeres (Deutscher Frauenarbeitsdienst)

Las mujeres podían ser miembros del Partido Nazi, pero las recién llegadas al sólo eran admitidas si eran "útiles" (enfermeras o cocineras por ejemplo).  Constituían el 5% de las mujeres en 1933 y el 17% en 1937.  Desde octubre de 1931 existía la Liga Nacionalsocialista de Mujeres (NSF), la organización política de mujeres nazis, que buscaba sobre todo promover el ideal de mujer modelo de la Alemania nazi. En su fundación, fue responsable de la formación en limpieza.  Las jóvenes se integraban cuando tenían 15 años. El 31 de diciembre de 1932, la NSF contaba con 109.320 miembros. En 1938, tenía 2 millones, lo que corresponde al 40% del número total de afiliados al partido.  La NSF estaba dirigida por Gertrud Scholtz-Klink, que tenía el título de Reichsführerin, quien llamaba a las integrantes "mis hijas" y adquirió una fuerte influencia sobre ellas y cierta credibilidad. Sus opiniones sobre las mujeres estaban obviamente de acuerdo con las de Adolf Hitler, pero aun así defendió el acceso a algunos puestos de responsabilidad. No participó en las reuniones importantes del partido, pero fue invitada al congreso del mismo.
Los libros de texto escolares se editaron a partir de 1934, a menudo bajo la supervisión de la doctora Johanna Haarer, autora en particular de La madre alemana y su primer bebé, que fue ampliamente publicado y que promovía el papel impulsor de la madre alemana en la construcción del régimen, o Madre, háblame de Adolf Hitler (Mutter, erzähl von Adolf Hitler), para llevar a las mujeres a adoctrinar a sus hijos en los valores nazis: 
| alemán original |  | español |
| Noch eines sollt ihr Kinder lernen aus der langen Geschichte, die ich euch von Adolf Hitler erzählt habe: Ihr, Fritz und Hermann, müßt erst ganze deutsche Jungen werden, die in der HJ ihren Platz ausfüllen, und später tüchtige und mutige deutsche Männer, damit ihr es auch wert seid, daß Adolf Hitler euer Führer ist. Du Gertrud, mußt ein rechtes deutsches Mädel sein, ein richtiges BDM-Mädel und später eine rechte deutsche Frau und Mutter, damit auch du dem Führer jederzeit in die Augen sehen kannst. |  | Ustedes, niños, deberían aprender una cosa más de la larga historia que les conté sobre Adolf Hitler: ustedes, Fritz y Hermann, primero deben convertirse en muchachos alemanes completos que ocupen su lugar en las Juventudes Hitlerianas y, más tarde, en hombres alemanes capaces y valientes, de los cuales también son dignos de que Adolf Hitler sea su líder. Tú, Gertrud, tienes que ser una chica alemana derecha, una auténtica chica BDM y más tarde una esposa y madre alemana derechas, para poder mirar también en los ojos al líder en cualquier momento. |

La formación en tareas domésticas se promovió a través del Frauenwerk (Trabajo de mujeres alemanas), que abrió cursos temáticos para mujeres "étnicamente puras". Es notable, sin embargo, que aunque existieron numerosos cursos de formación doméstica, gimnasia y música, se abandonaron los orientados a la enseñanza antirreligiosa. 
La Liga Nacionalsocialista de Mujeres "no desempeñó ningún papel político y no se opuso a la pérdida de los derechos de las mujeres conquistados con tanto esfuerzo. Defendió el papel de madre de familia en el hogar, consciente de sus deberes en el seno de la comunidad, siempre y cuando contenga a las mujeres en la esfera privada no oculta sus responsabilidades bajo el Tercer Reich. Hoy se sabe que el Frauenbewegung (movimiento de mujeres) pensaba que el lugar de la mujer en la sociedad estaba en el corazón de una comunidad que excluía a los judíos y desempeñaba una misión civilizadora en la Europa del Este ocupada en preservar la raza". 

## Segunda Guerra Mundial
Durante la Segunda Guerra Mundial, contradiciendo temporalmente sus afirmaciones pasadas, los nazis cambiaron de política y permitieron que las mujeres se unieran al ejército. Adolf Hitler ya había afirmado en un discurso ante activistas de la Liga Femenina Nacionalsocialista el 13 de septiembre de 1936: "Tenemos una generación de hombres sanos - y nosotros, los nacionalsocialistas, vamos a observar que Alemania no formae ningún sector de mujeres lanzadores de granadas o cualquier cuerpo de mujeres francotiradoras de élite".  Por lo tanto, las mujeres no fueron asignadas a unidades de combate durante la guerra, sino que fueron consideradas personal militar auxiliar, responsables de tareas logísticas y administrativas en las áreas con escasez de personal debido al número de hombres enviados a combatir. Otras mujeres también trabajaron en fábricas o en la educación militar. Los militares de la Reichsbahn (Compañía Nacional de Ferrocarriles) o de la Feuerwehr (bomberos) vestían uniformes apropiados a la época, especialmente con falda. Gertrud Scholtz-Klink, miembro del NSDAP y líder de la Liga Nacionalsocialista de Mujeres declaró:

A menudo escuchamos, incluso de parte de las mujeres, las más diversas objeciones contra el trabajo en las fábricas de armas. La cuestión de saber si podemos exigir tal trabajo a tal o cual mujer en particular ya es cosa del pasado.

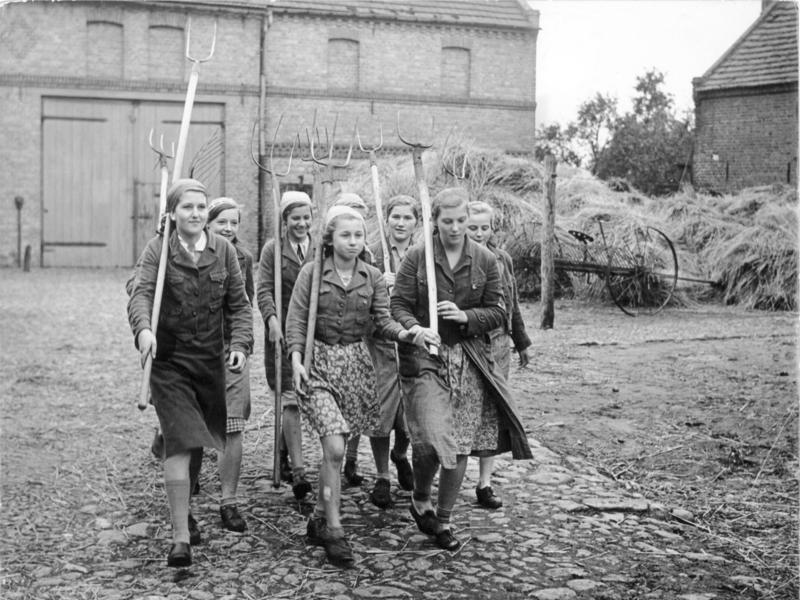
El título de la revista de propaganda Das Deutsche Mädel (número de mayo de 1942) dice: "Nuestras jóvenes hijas del Servicio de Trabajo aportan todo el entusiasmo y la fuerza vital de su juventud en los territorios alemanes 'recuperados' en el Este.

A partir de 1943, el Ministro de Economía del Reich introdujo el programa de formación laboral llamado Berufsausbildungsprogramm Ost para tareas agrícolas en el Este (que no debe confundirse con la limpieza étnica del Plan General Ost ). Amplió las leyes existentes del Reich relativas a la protección de menores y a las normas laborales para la Liga de Niñas Alemanas ( Bund Deutscher Mädel ) Osteinsatz,  para quienes dicho trabajo era obligatorio. En el mercado de Brandeburgo se emplearon chicas adolescentes para el programa de trabajo agrícola.  Como misión, estuvieron activos en las zonas de reasentamiento de la Polonia ocupada .  Sin embargo, refiriéndose al decreto de enero de 1943 que pedía la movilización de las mujeres alemanas de entre 17 y 45 años, Gertrud Scholtz-Klink, del NSDAP, dijo en septiembre de ese año en una conferencia en Bad Schlachen:

Las mujeres educadas en la liga femenina y puestas a disposición de la Wehrmacht no sólo tienen que mecanografiar y trabajar, sino también ser soldados del Führer.

El Ministro de Propaganda Joseph Goebbels, en su discurso en el Sportspalast de Berlín pronunciado el 18 de febrero de 1943, llamó a las mujeres alemanas a trabajar y a ser sobrias en su compromiso:
1. "¿De qué sirven los salones de belleza que fomentan un culto a la belleza y que consumen una enorme cantidad de nuestro tiempo y energía? Son maravillosos en tiempos de paz, pero son una pérdida de tiempo en tiempos de guerra. Nuestras esposas y nuestras hijas podrán recibir a nuestros soldados victoriosos sin sus hermosos adornos de tiempos de paz".
2. "Es por eso que contratamos a hombres que no trabajan en la economía de guerra y las mujeres no trabajan en absoluto. No pueden y no ignorarán nuestra petición. Los deberes de las mujeres son enormes. Esto no quiere decir que sólo aquellos incluidos en la economía de guerra pueden trabajar. Todos son bienvenidos. Cuanto más se unan al esfuerzo de guerra, más soldados liberaremos para el frente".
3. "Durante años, millones de mujeres alemanas han trabajado con brío en la producción de guerra y esperan pacientemente a que otras mujeres se les unan y las ayuden."
4. "Especialmente para ustedes, mujeres, ¿quieren que el gobierno haga todo lo que esté en su poder para alentar a las mujeres alemanas a poner todas sus fuerzas en apoyar el esfuerzo bélico y que me permita ir al frente cuando sea posible, para ayudar a los hombres en el frente? "
5. "Los grandes trastornos y crisis de la vida nacional nos muestran quiénes son los verdaderos hombres y mujeres. Ya no tenemos derecho a hablar del sexo débil, ya que ambos sexos muestran la misma determinación y la misma fuerza espiritual".

La movilización de las mujeres en la economía de guerra siempre fue limitada: el número de mujeres que ejercían una actividad profesional en 1944 se mantuvo prácticamente sin cambios con respecto a 1939, siendo unos 15 millones, a diferencia de Gran Bretaña, por lo que la utilización de mujeres no progresó y sólo 1.200.000 de ellas trabajaban en la industria armamentista en 1943, en condiciones laborales difíciles y a menudo mal tratadas por sus jefes, que deploraban su falta de calificación. 

### En el ejército (Wehrmacht)

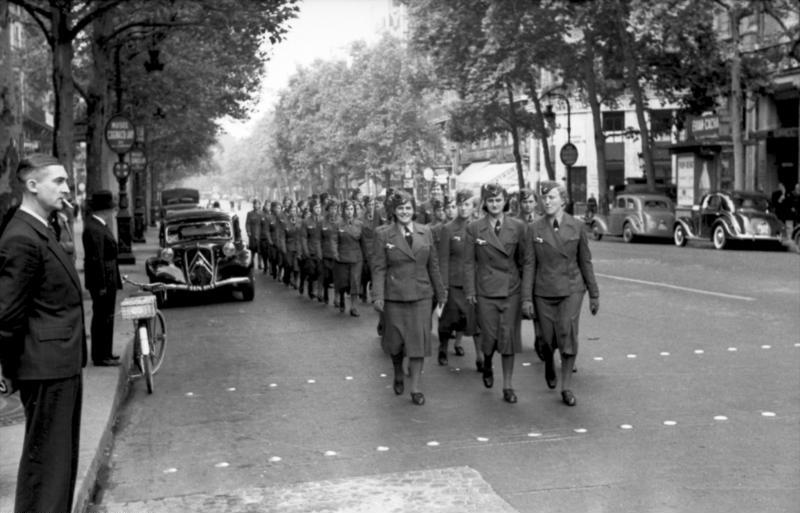
Mujeres auxiliares de la Wehrmacht en París durante la ocupación (1940)

En 1945, había 500.000 mujeres auxiliares en la Wehrmacht (Wehrmachtshelferinnen),  que estaban en el corazón del Heer, la Luftwaffe y la Kriegsmarine. Aproximadamente la mitad de ellas eran voluntarias, el resto realizaba servicios obligatorios relacionados con el esfuerzo bélico (Kriegshilfsdienst). Participaron, bajo la misma autoridad que los prisioneros de guerra (Hiwis), como personal auxiliar del ejército (Behelfspersonal) y fueron asignadas a tareas no sólo en el Reich alemán, sino también dentro de los territorios ocupados por los alemanes. por ejemplo en el Gobierno General de Polonia, en Francia, en España y más tarde en Yugoslavia, en Grecia y en Rumania. 
Básicamente participaron:
- como operadoras de telefonía, telégrafo y transmisión
- como administrativas, mecanógrafas y mensajeras
- en la defensa antiaérea, como operadoras de equipos de escucha, operación de proyectores para defensa antiaérea, empleadas de servicios meteorológicos y personal auxiliar de defensa civil
- en el servicio sanitario militar, como enfermeras voluntarias en la Cruz Roja alemana u otras organizaciones voluntarias

### En las SS

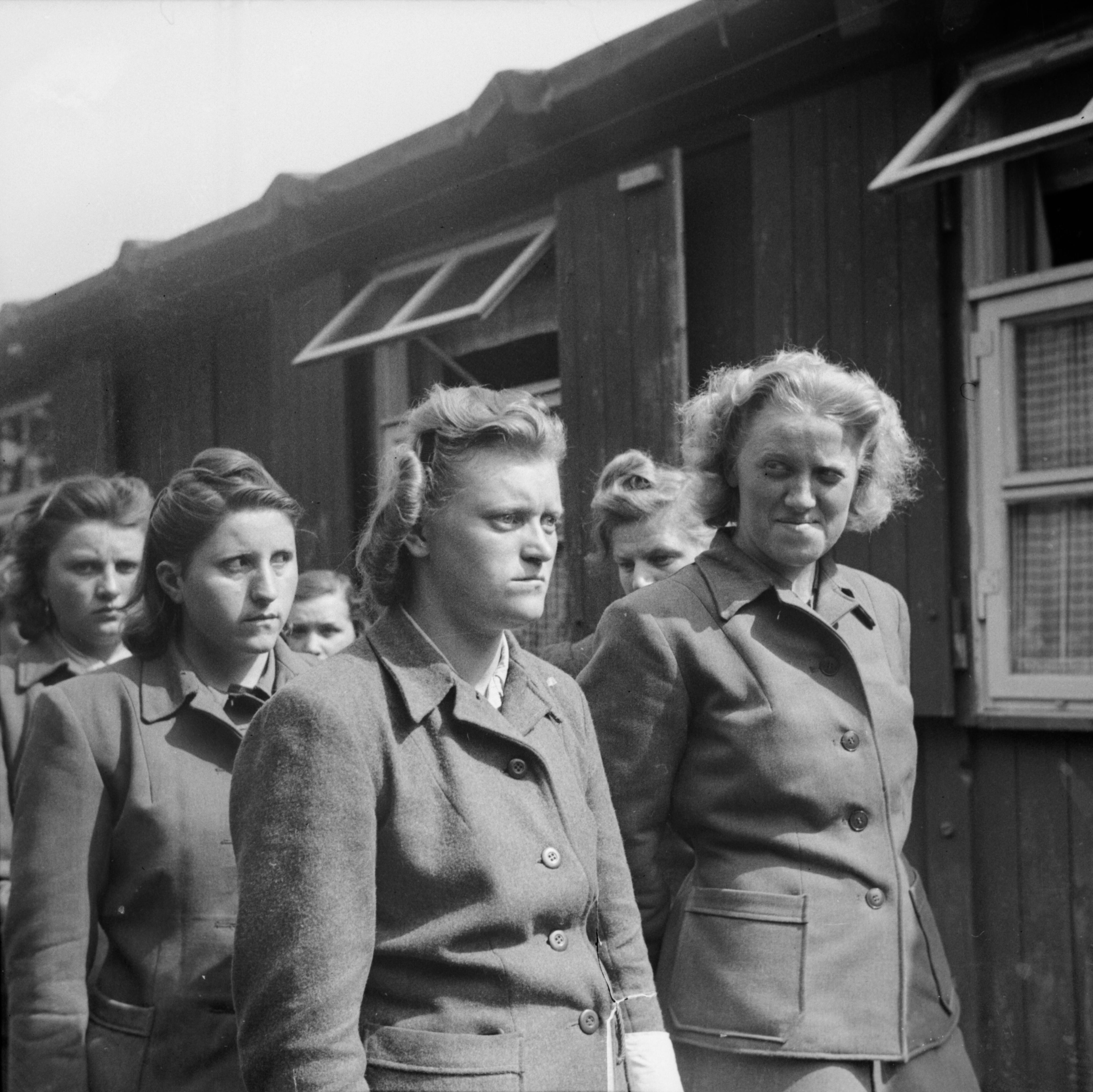
Mujeres guardias de campo de las SS en el campo de concentración de Bergen-Belsen, 19 de abril de 1945

La SS-Gefolge era el ala femenina de las SS masculinas, pero por el contrario sólo se limitaba al trabajo voluntario en el Servicio de Emergencia (Notdienstverpflichtung). Las mujeres de las SS pertenecían a las SS-Helferinnen o a las SS-Kriegshelferinnen. Estaban a cargo de las transmisiones auxiliares (teléfonos, operadores de radio, taquígrafos) en las SS y, a veces, en los campos de concentración como guardianas. Había una jerarquía interna en el ala femenina de las SS, que no tenía influencia sobre las tropas masculinas, aunque los títulos asignados a las mujeres a veces tenían influencia sobre las propietarias. Sin embargo, mientras que las guardias de campo eran empleadas civiles de las SS, las SS-Helferinnen que completaron su formación en la Escuela del Reich en Obernai (Oberehnheim) eran miembros de las Waffen-SS.  
Los SS-Helferinnen fueron entrenadas en la Reichsschule-SS en Oberehnheim en Alsacia.     La Reichsschule-SS (nombre completo: Reichsschule für SS Helferinnen Oberenheim) era el centro de entrenamiento de las SS, reservado para mujeres, y se inauguró en Obernai en mayo de 1942 por orden de Heinrich Himmler.   Los historiadores también han denominado al SS-Helferinnenkorps "SS-Frauenkorps".   7.900 mujeres estaban empleadas en la unidad administrativa de las SS, las SS Frauenkorps, y 10.000 como auxiliares de las SS o Helferinnen.  El entrenamiento fue más difícil que el de las mujeres alistadas en el ejército alemán. Debían cumplir ciertos criterios físicos determinados por el régimen: tener entre 17 y 30 años y medir más de 1,65 m de altura, mientras que a largo plazo se relajaron los criterios de inscripción (el límite de edad se elevó a 40 años y la altura mínima se redujo a 1,58 metros); incluso aceptaron a 15 estudiantes musulmanas.  Al gozar de un estatus privilegiado, las viudas de guerra fueron favorecidas antes de que se abrieran las admisiones a otras clases sociales. Las mujeres matriculadas en la Reichsschule-SS procedían de diversos orígenes económicos, de clase y educativos e incluyeron a un miembro de la aristocracia en las filas, la princesa Ingeborg Alix.  La Reichsschule-SS apeló a ideólogas nazis que previeron la posibilidad de ascenso social al convertirse en SS-Helferin, y las candidatas a menudo provenían de familias con otros miembros de las SS y del NSDAP.   Los historiadores han señalado que "algunos SS-Helferinnen conocían la persecución de aquellos a quienes los nazis consideraban inútiles; Hermine S., que trabajaba como administradora en Auschwitz, afirmó que sabía que la palabra Sonderbehandlung significaba el gaseamiento de prisioneros. ".  En su reseña del libro de Jutta Muhlenberg, Das SS-Helferinnenkorps: Ausbildung, Einsatz und Entnazifizierung der weiblichen Angehörigen der Waffen-SS 1942–1949, Rachel Century escribe:

Mühlenberg tiene mucho cuidado de no generalizar y tratar a todas las SS-Helferinnen de la misma manera. Aunque todas estas mujeres formaban parte del personal burocrático y eran 'Mittäterinnen, Zuschauerinnen und zum Teil – auch Zeuginnen von Gewalttätigkeiten' [cómplices, espectadores y a veces incluso testigos de la violencia] (p. 416), ella señala que cada una todavía tenía responsabilidad individual sobre lo que hacía, veía y sabía, y sería muy difícil identificar las responsabilidades individuales de cada SS-Helferin. Mühlenberg se centra en la desnazificación en el sector americano, aunque también se habla de la zona británica. Los estadounidenses redactaron un informe detallado sobre la escuela, indicando cómo se debía tratar a las mujeres de la misma: debían ser detenidas automáticamente... Mühlenberg concluye que la culpa de las SS-Helferinnen reside en su participación voluntaria en el aparato burocrático de las SS.
Rachel Century, reseña de Das SS-Helferinnenkorps: Ausbildung, Einsatz und Entnazifizierung der weiblichen Angehörigen der Waffen-SS 1942–1949, (Reviews in History, reseña N.° 1183, diciembre de  2011).

La escuela cerró en 1944 debido al avance de los aliados. 
Un caso especial fue el de Carmen Mory. Una novela biográfica sobre ella, Frau im Pelz (Mujer en pieles), describe una amplia variedad de imágenes y roles de las mujeres en el Tercer Reich. Carmen Mory, periodista y agente suiza, apareció glamorosa en Berlín en 1934, se congració con ciertas figuras nazis y fue reclutada como agente de la Gestapo. En París espió a inmigrantes alemanes y, tras ser descubierta, escapó por poco de la sentencia de muerte de las autoridades francesas. Después de ser indultada y regresar a Alemania, la Gestapo la arrestó como supuesta agente doble y luego se convirtió en una temida Blockälteste (mayor del bloque)  en el campo de concentración de Ravensbrück. Mory se suicidó bajo custodia aliada después de la guerra. 

### En los campos de concentración

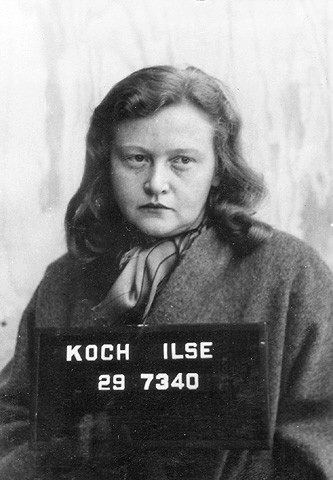
Una Aufseherin del campo de concentración de Buchenwald, Ilse Koch, tras su detención

Las mujeres estaban dentro de las filas de los nazis en los campos de concentración: estas eran las guardianas y generalmente pertenecían a las SS. Eran guardias, secretarias o enfermeras. Llegaron antes del inicio de la guerra y algunos de ellas fueron entrenadas a partir de 1938 en Lichtenburg. Esto se debió a la necesidad de personal tras el creciente número de presos políticos tras la Noche de los cristales rotos del 8 y 9 de noviembre de 1938. Después de 1939, fueron entrenadoa en el campo de concentración de Ravensbrück, cerca de Berlín. Provenientes en su mayoría de orígenes sociales bajos o medios, anteriormente trabajaban en profesiones tradicionales (peluqueras, maestras, por ejemplo), pero, a diferencia de los hombres, que debían cumplir el servicio militar, las mujeres estaban impulsadas por un deseo sincero de llegar al ala femenina de las SS, la SS-Gefolge. Del total de 50.000 guardias en todos los campos nazis, había 5.000 mujeres (aproximadamente el 10% de la fuerza laboral).
Trabajaron en los campos de concentración de Auschwitz y Majdanek desde 1942. Al año siguiente, los nazis comenzaron a reclutar mujeres debido a la escasez de guardias. Posteriormente, durante la guerra, las mujeres también fueron asignadas en menor escala a Neuengamme Auschwitz (I, II y III), Plaszow Flossenbürg, Gross-Rosen Vught y Stutthof y en los campos de exterminio de Bełżec, Sobibór Treblinka y Chełmno. Siete Aufseherinnen sirvieron en Vught, 24 en Buchenwald, 34 en Bergen-Belsen, 19 en Dachau, 20 en Mauthausen, tres en Mittelbau-Dora, siete en Natzweiler-Struthof, veinte en Majdanek, 200 en Auschwitz y sus subcampos. 140 en Sachsenhausen, 158 en Neuengamme, 47 en Stutthof, en comparación con 958 que sirvieron en Ravensbrück, 561 en Flossenbürg y 541 en Gross-Rosen. Muchas supervisoras trabajaron en los subcampos de Alemania y algunas en Polonia, Francia, Austria y Checoslovaquia.
Había una jerarquía dentro del puesto de Aufseherin, que incluía los siguientes rangos superiores: el Rapportaufseherin (jefa), el Erstaufseherin (primera guardia), el Lagerführerin (jefa del campo) y, finalmente, el Oberaufseherin (inspectora superior), un puesto que sólo ocuparon Anna Klein y Luise Brunner.

## Mujeres miembros de minorías discriminadas

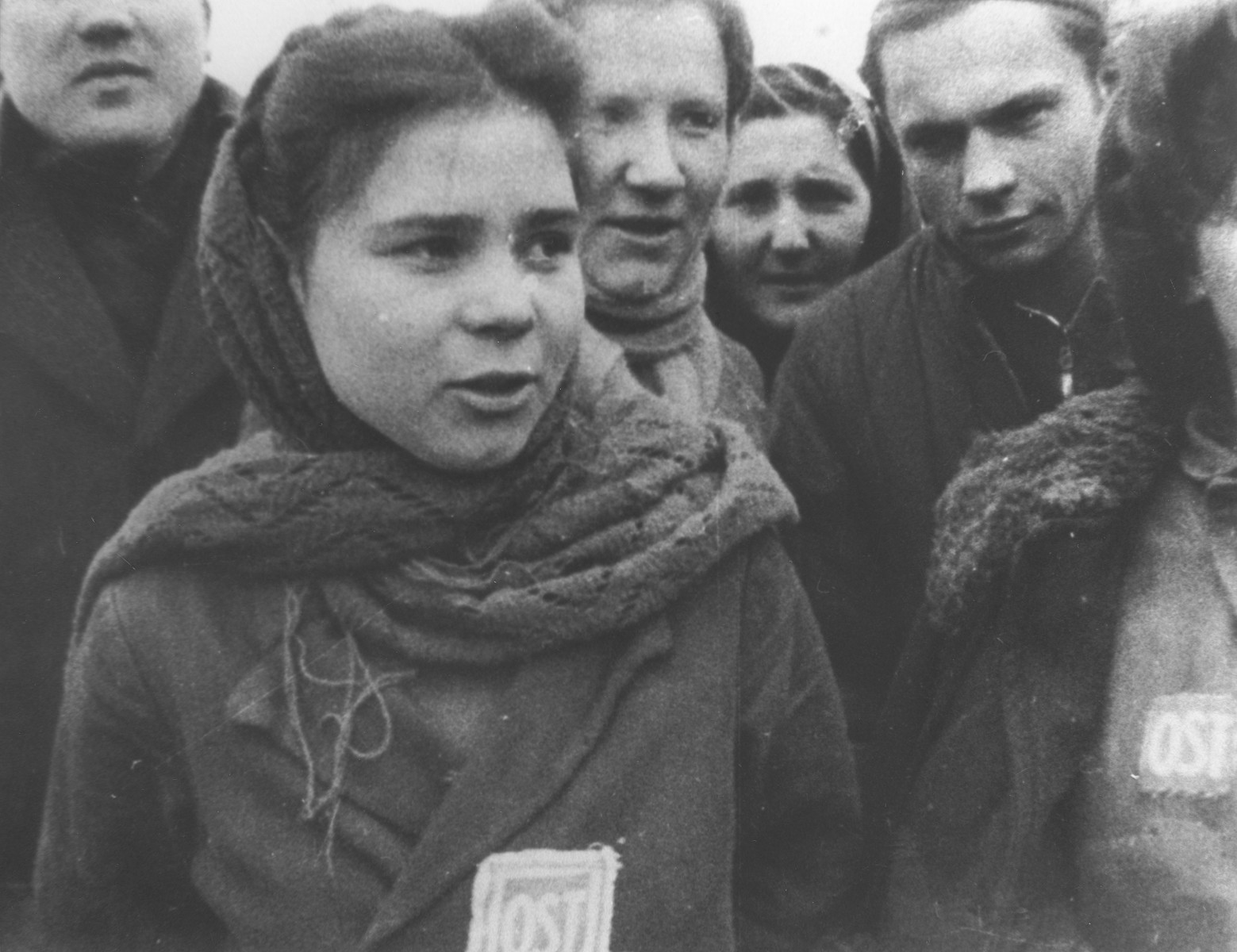
Trabajadora esclava con una insignia de Ostarbeiter en el antiguo campo de las SS Osti Arbeitslager en la Polonia ocupada, enero de 1945

Tan amenazadas como los hombres judíos o romaníes, las mujeres pertenecientes a estas comunidades fueron igualmente discriminadas, luego deportadas y, en algunos casos, exterminadas. En muchos campos de concentración había secciones para mujeres detenidas (especialmente en Auschwitz y Bergen-Belsen), pero el campo de Ravensbrück, inaugurado en mayo de 1939, se distinguió como un campo exclusivamente para mujeres, contando en 1945 con alrededor de 100.000 prisioneras. El primer campo de concentración para mujeres se abrió en 1933 en Moringen, antes de ser trasladado a Lichtenburg en 1938.
En los campos de concentración, las mujeres eran consideradas más débiles que los hombres y generalmente eran enviadas a las cámaras de gas más rápidamente, mientras que la fuerza de los hombres se utilizaba para hacerlos trabajar hasta el agotamiento. Algunas mujeres fueron sometidas a experimentos médicos.
Algunas tomaron el camino de la Resistencia, como la polaca Haika Grossman, que participó en la organización de ayuda para el gueto de Białystok, durante la noche del 15 al 16 de agosto de 1943. El 7 de octubre de 1944, miembros del Sonderkommando, 250 prisioneros responsables de los cadáveres de personas gaseadas, se sublevaron. Habían conseguido explosivos robadosde un grupo de jóvenes judías (Ala Gertner, Regina Safir, Ester Wajsblum y Roza Robota) que trabajaban en las fábricas de armamento de los Union Werke. Lograron destruir parcialmente el crematorio IV de Auschwitz. 

## Resistencia femenina al nazismo
Además de los resistentes obligados a comprometerse por el riesgo de ser deportados y exterminados a causa de su raza, algunos también se comprometieron contra el régimen nazi alemán. Las mujeres representaban aproximadamente el 15% de la Resistencia. Sin embargo, Monique Moser-Verrey señala:

Si podemos decir que, entre las minorías perseguidas, las mujeres se salvan con más frecuencia que los hombres, es su bajo estatus en una sociedad dominada por hombres lo que no las convirtió en enemigos importantes del régimen; sin embargo, fueron ellas quienes comprendieron la necesidad de esconderse o huir ante sus cónyuges descarriados, cuya inclusión social era más completa.

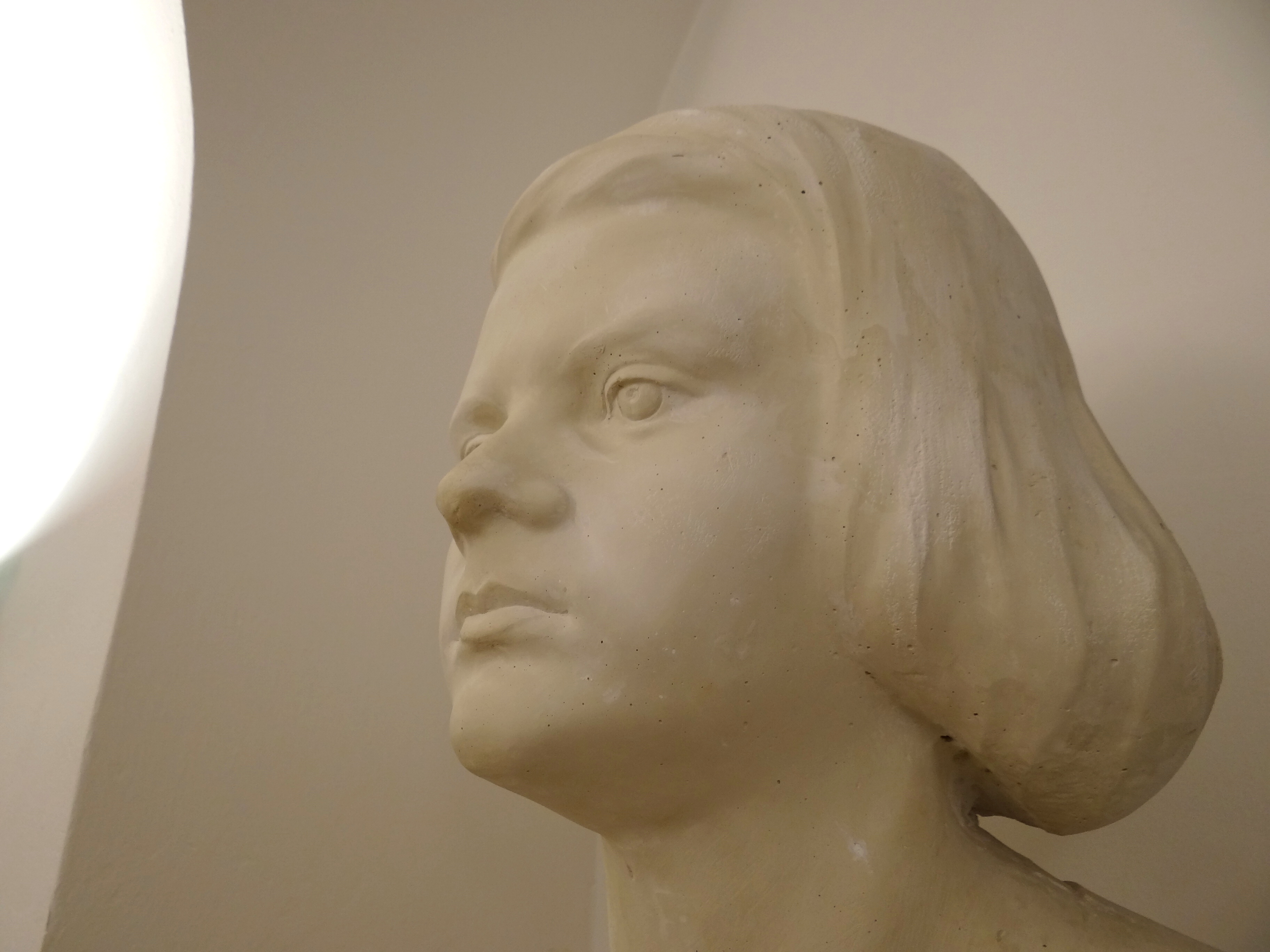
Busto de Sophie Scholl en Munich

La estudiante comunista Liselotte Herrmann protestó en 1933 contra el nombramiento de Adolf Hitler como canciller y logró hacer llegar información a gobiernos extranjeros sobre el rearme de Alemania. En 1935 fue arrestada, condenada a muerte dos años después y ejecutada en 1938. Fue la primera madre alemana condenada a muerte desde el inicio del régimen. Veinte mujeres de Düsseldorf, que vieron a sus padres, hermanos e hijos deportados al campo de Börgermoor, lograron sacar de contrabando la famosa Canción de los deportados y darla a conocer. Freya von Moltke, Mildred Harnack-Fish y Libertas Schulze-Boysen participaron en el grupo de la resistencia círculo de Kreisau y en la Orquesta Roja; los miembrod de los dos últimos fueron arrestados y ejecutados. La estudiante Sophie Scholl, de 20 años, miembro de La Rosa Blanca, fue ejecutada el 22 de febrero de 1943 junto con su hermano Hans Scholl y Christoph Probst, por publicar folletos. La resistente María Terwiel ayudó a difundir el conocimiento de los famosos sermones de condenación del movimiento nazi pronunciados por Clemens August von Galen, obispo de Münster, además de ayudar a los judíos a escapar al extranjero. Fue ejecutada el 5 de agosto de 1943. También se pueden destacar las exitosas protestas de Rosenstraße, mujeres racialmente arias casadas con judíos que, en febrero de 1943, obtuvieron la liberación de sus maridos.
Las mujeres también lucharon en la Resistencia desde el extranjero, como Dora Schaul, una comunista que había abandonado Alemania en 1934 y que estaba involucrada desde julio de 1942 en las redes clandestinas Deutsch Arbeit (laborista alemán) y Deutsche-Feldpost (Puesto de campo alemán), de la Escuela de Sanidad militar en Lyon. Hilde Meisel intentó en 1933 galvanizar a la opinión pública británica contra el régimen nazi. Regresó a Alemania durante la guerra pero fue ejecutada en la curva de una carretera.
Un poco más de la mitad de los Justos de las Naciones reconocidos por Yad Vashem son mujeres. Si bien muchas de ellas actuaron en cooperación con otros miembros de la familia, algunas de estas valientes mujeres fueron las iniciadoras del rescate y actuaron de forma independiente para salvar a los judíos. 

## Sociedad alta y círculos de poder.
Aunque las mujeres no tenían poder político en la Alemania nazi, sí existía un círculo de influencia en torno a Adolf Hitler. Dentro de este círculo, Hitler conoció a Unity Mitford y a Magda Goebbels, esposa del ministro de Propaganda Joseph Goebbels. Magda Goebbels se hizo conocida con el sobrenombre de "Primera Dama del Tercer Reich": representaba al régimen durante las visitas de Estado y los eventos oficiales. Su matrimonio con Goebbels el 19 de diciembre de 1931 se consideró un acontecimiento de sociedad, en el que Leni Riefenstahl fue una invitada destacada.  Actuó como la madre alemana modelo para el Día de la Madre. Eleonore Baur, amiga de Hitler desde 1920 (había participado en el Putsch de Múnich) fue la única mujer que recibió la Orden de la Sangre. También participó en recepciones oficiales y fue cercana a Heinrich Himmler, quien incluso la nombró coronel de las SS y le permitió libre acceso a los campos de concentración, a los que acudía regularmente, en particular a Dachau.  Hitler no olvidó que debía parte de su ascensión política a mujeres integradas en mundo social (aristócratas o industriales), como Elsa Bruckmann.
Las mujeres también pudieron distinguirse en ciertos ámbitos, pero fueron las excepciones las que confirmaron la regla. Así, Leni Riefenstahl fue la directora de cine oficial del régimen y recibió enormes fondos para sus producciones cinematográficas (El triunfo de la voluntad y Olimpia). Winifred Wagner dirigió el muy publicitado Festival de Bayreuth, y la soprano Elisabeth Schwarzkopf fue promocionada como la "diva nazi", como señaló un periódico estadounidense. Hanna Reitsch, aviadora, se distinguió por su manejo de aviones de prueba y proyectos militares del régimen, en particular el Fieseler Fi 103.

### Mujeres destacadas de la Alemania nazi

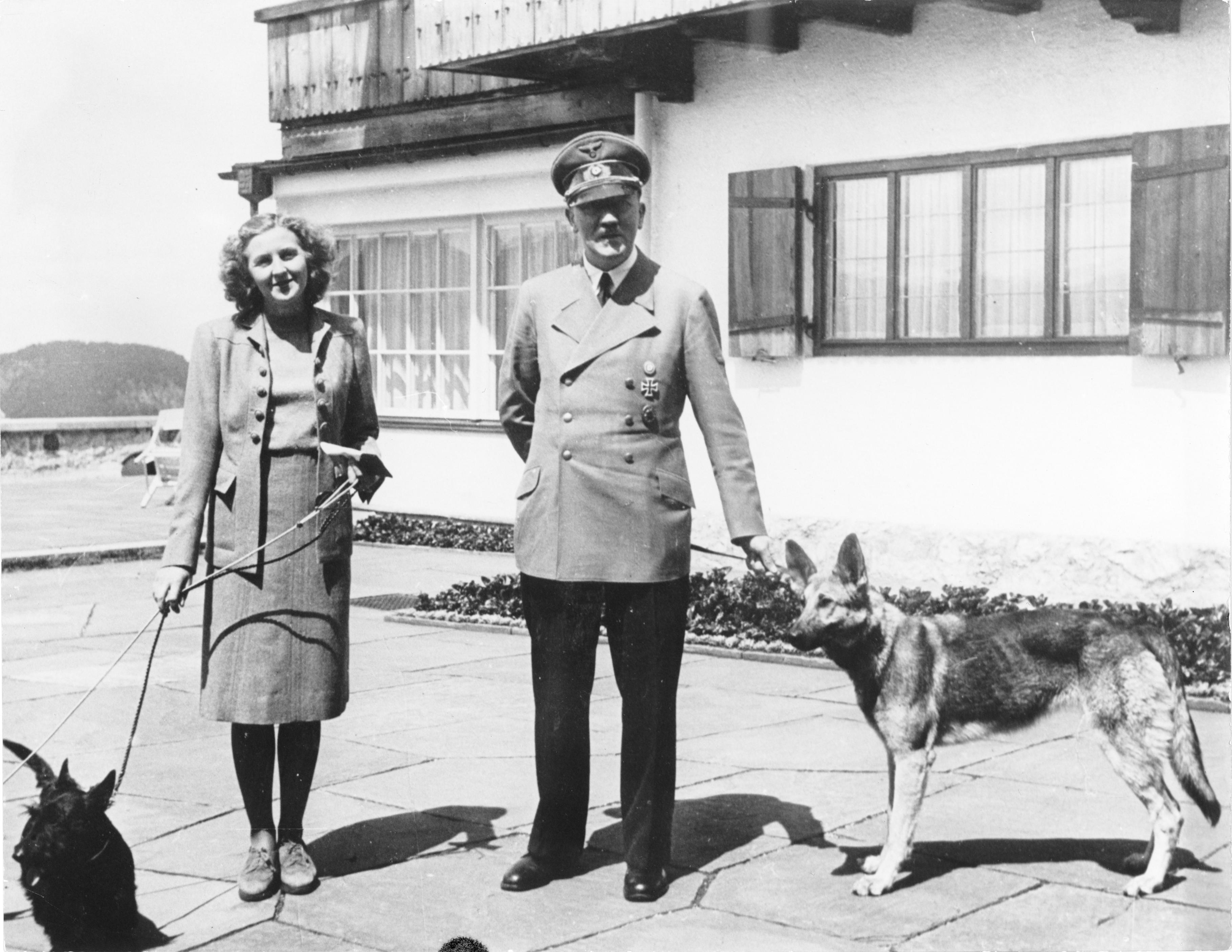
Eva Braun, compañera y luego esposa de Adolf Hitler
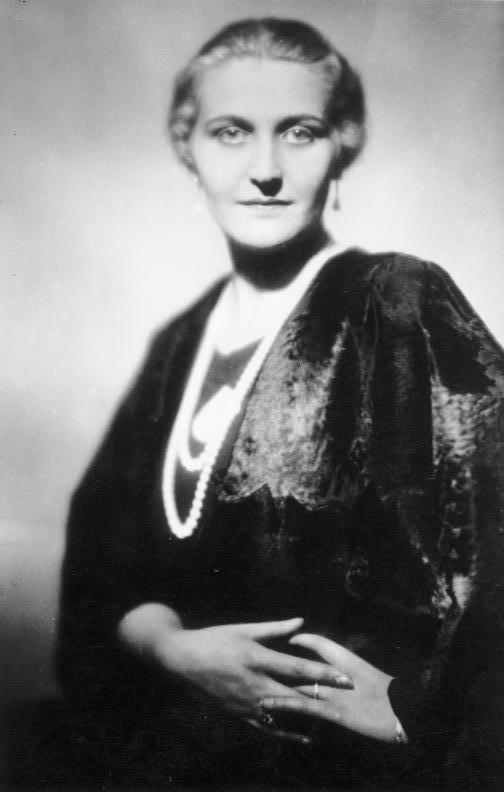
Magda Goebbels, esposa del Ministro de Propaganda Joseph Goebbelsy conocida como la "Primera Dama del Tercer Reich"
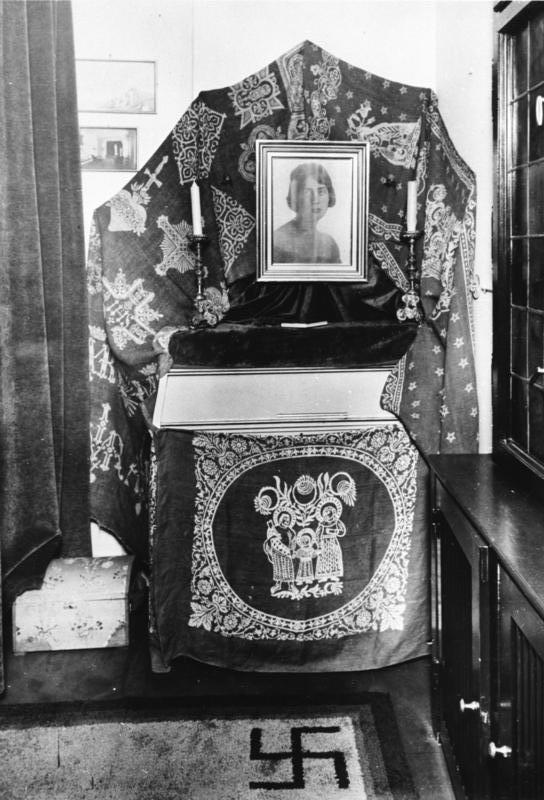
Altar funerario de Carin Göring, primera esposa del comandante en jefe de las Fuerzas AéreasHermann Göring
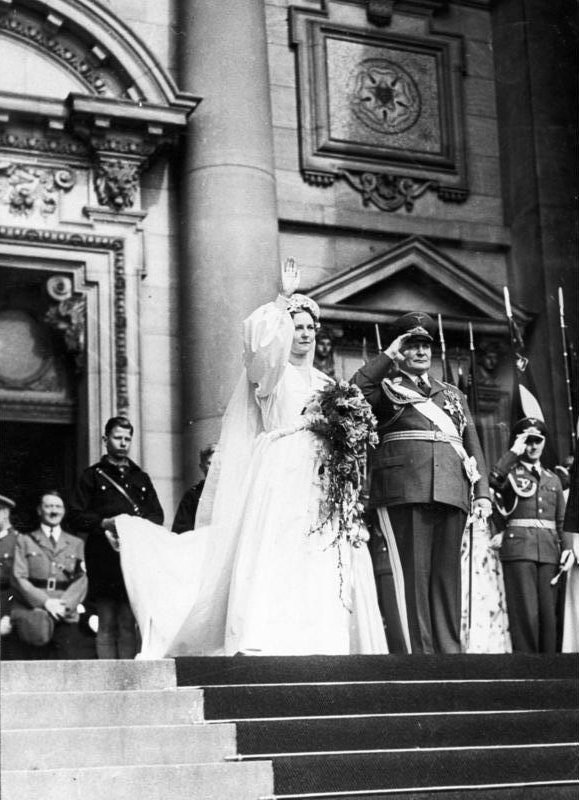
La actriz Emmy Goering, segunda esposa del comandante en jefe de la Fuerza Aérea Hermann Göring
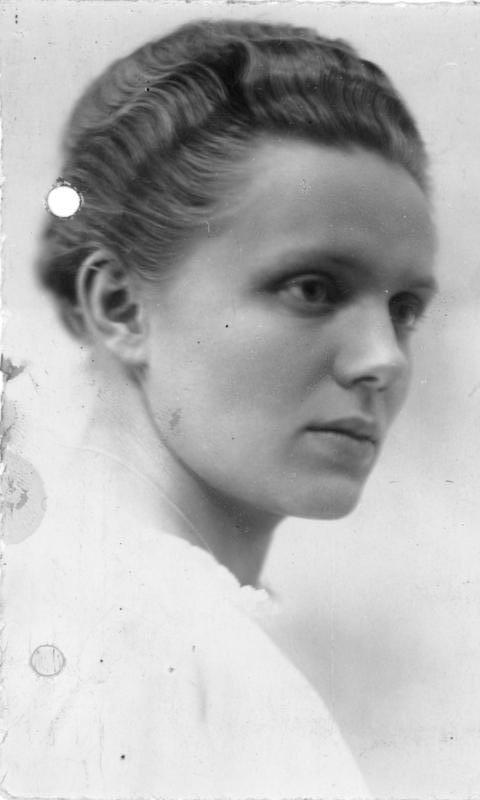
Margarete Himmler, esposa del Reichsführer-SS,entonces ministro del interior, Heinrich Himmler
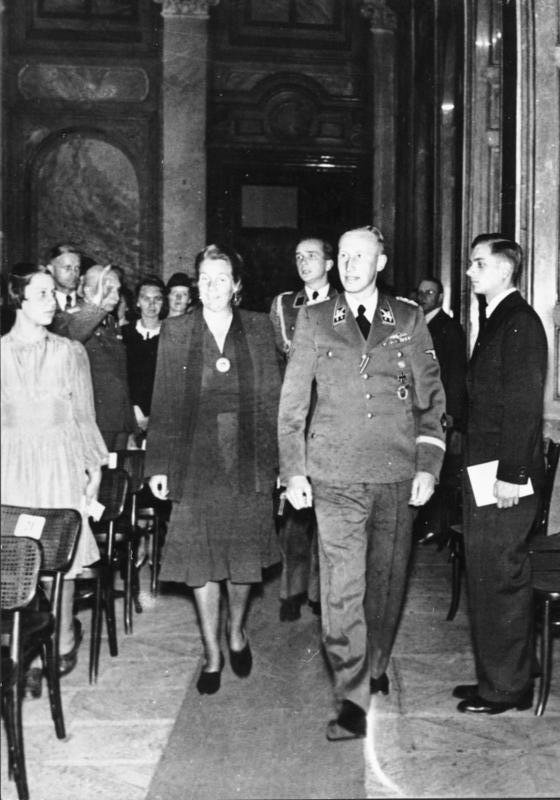
Lina Heydrich, esposa del protector adjunto de Bohemia-MoraviaReinhard Heydrich
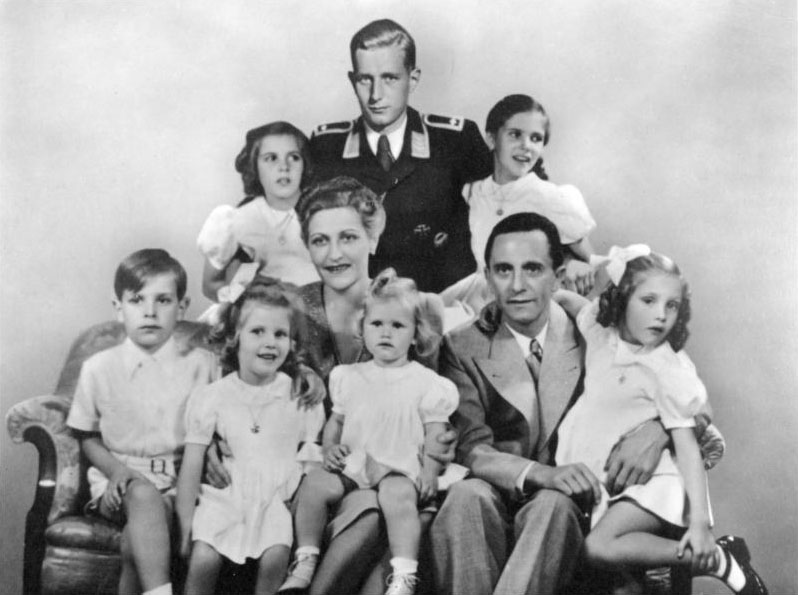
Los hijos de Goebbels con Joseph y Magda Goebbels: Helga, Hildegard, Heldwig, Holdine y Heidrun.
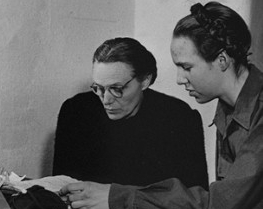
La hija de Heinrich Himmler,Gudrun Himmler(derecha), con su madreMargarete Himmler
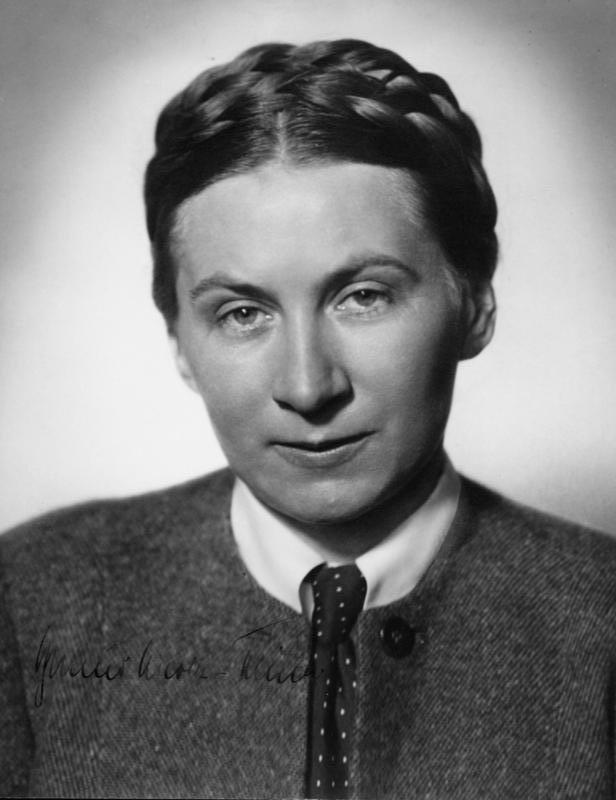
Gertrud Scholtz-Klink, presidenta de la NS-Frauenschaft
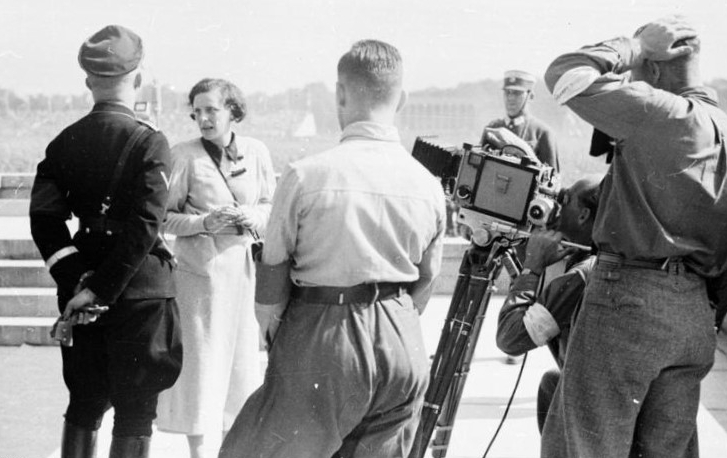
La cineasta Leni Riefenstahl con Heinrich Himmler
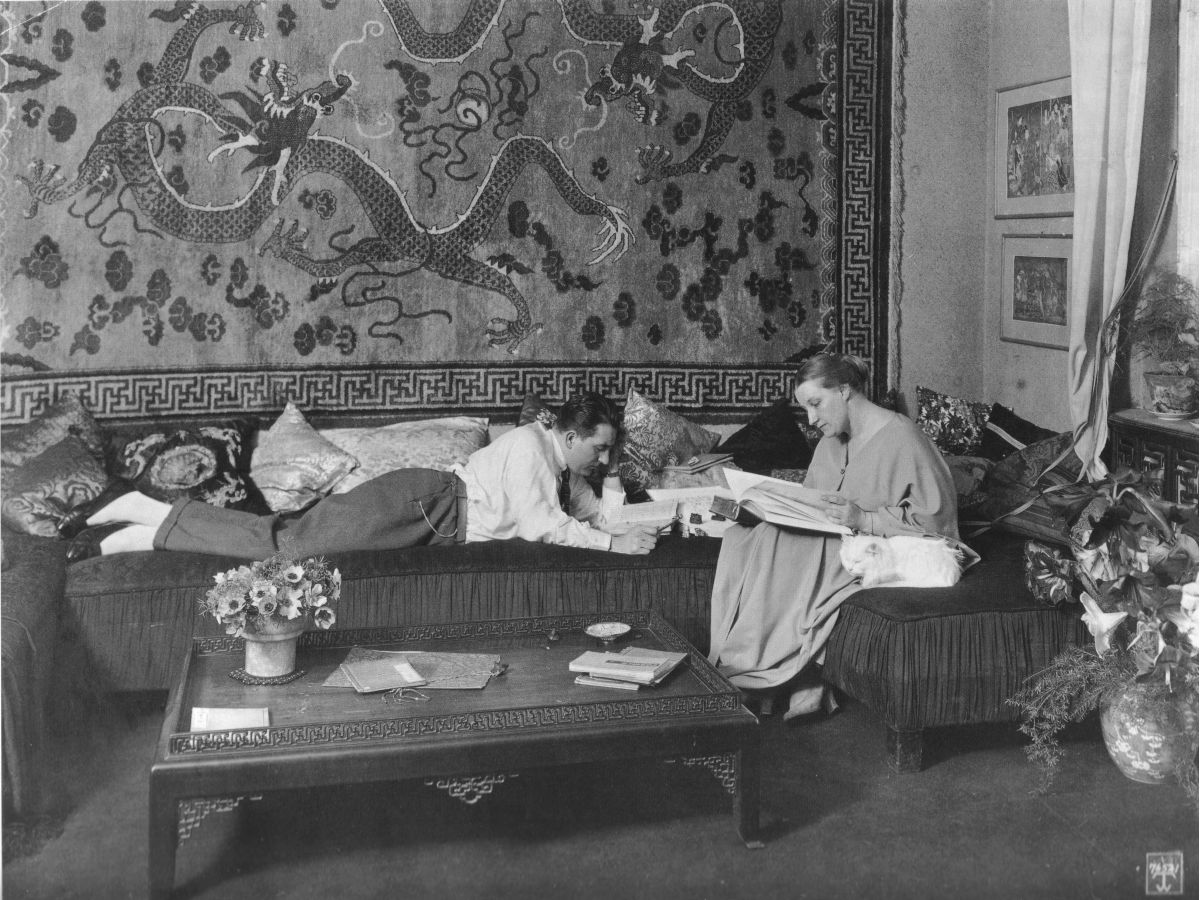
La guionistaThea von Harbou
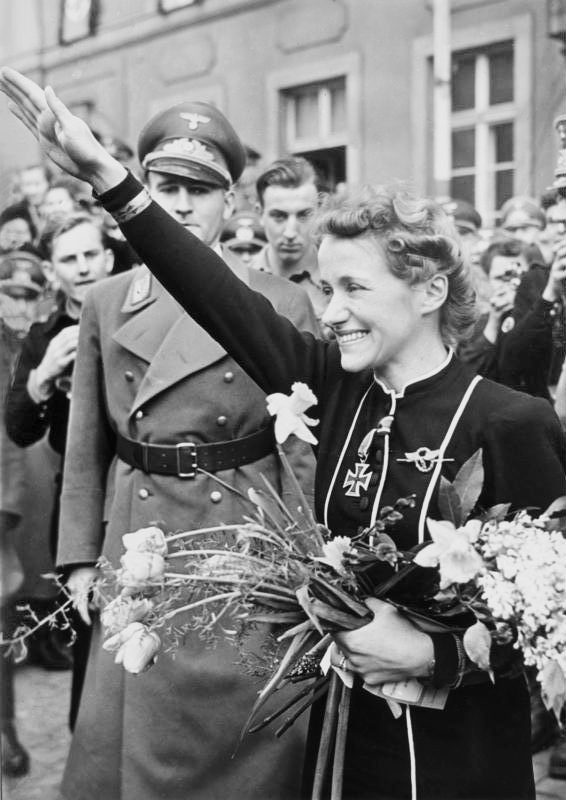
La aviadora Hanna Reitsch
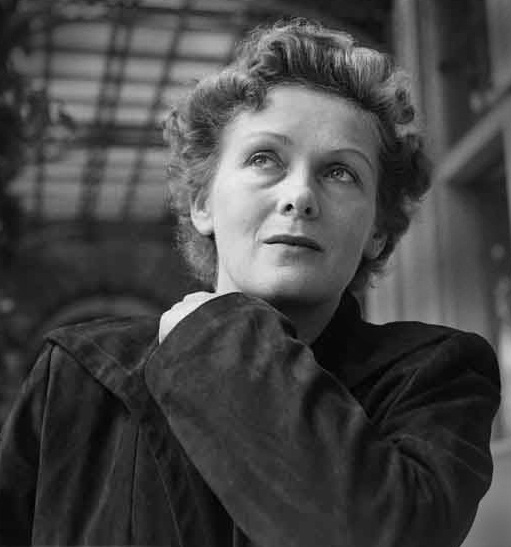
La cantante de óperaElisabeth Schwarzkopf

## Mujeres durante el colapso de la Alemania nazi
Después del colapso de la Alemania nazi, muchas mujeres alemanas apodadas Trümmerfrauen (Mujeres de los escombros) participaron en la reconstrucción de Alemania limpiando las ruinas resultantes de la guerra. En la zona de ocupación soviética, más de dos millones de mujeres fueron víctimas de violación.  Una de ellos publicaría una memoria recordando esta experiencia: Eine Frau in Berlin (Una mujer en Berlín). Cuando los soviéticos entraron en territorio alemán, las mujeres alemanas normalmente no tuvieron otra opción, salvo el suicidio, a obedecer. La edad no importó y la victimización atravesó por completo los estratos generacionales.  El famoso autor ruso Alexander Solzhenitsyn, indignado por el hallazgo del cuerpo de una niña asesinada tras una violación en grupo, escribió un poema mordaz para marcar el momento para la posteridad (derecha).
Lo que también revela el poema de Solzhenitsyn es la tendencia a la venganza que el Ejército Rojo ejerció en Alemania, una recompensa promulgada por los líderes soviéticos. A las tropas soviéticas se les dio cierto grado de licencia en las primeras victorias donde rechazaron a los alemanes, ya que incluso Josef Stalin expresó abiertamente indiferencia hacia la violación. Un ejemplo se puede discernir en lo que Stalin preguntó una vez al líder comunista yugoslavo Milovan Djilas: "¿No puede entender que un soldado que ha recorrido miles de kilómetros a través de sangre, fuego y muerte se divierta con una mujer o se tome alguna bagatela?"  Muchas mujeres alemanas murieron en medio de tales "nimiedades", sus maridos y familias sufrieron un dolor inconmensurable junto con ellas, y algunas de ellas optaron por quitarse la vida en lugar de ser violadas. Incluso cuando no eran violadas, las mujeres se escondían en apartamentos, sótanos y armarios por miedo a serlo, experimentando hambre, miedo y soledad que dejaron cicatrices psicológicas en los años venideros. 

### Responsabilidad por crímenes de guerra cometidos

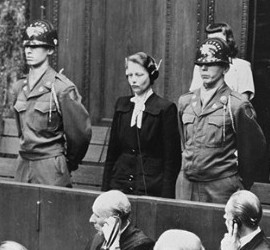
Herta Oberheuser en el juicio para médicos, 20 de agosto de 1947

La cuestión de la culpabilidad del pueblo alemán por su apoyo al nazismo ha eclipsado durante mucho tiempo a las mujeres, que tenían poco poder político bajo el régimen. Así lo explica la historiadora alemana Gisela Bock, quien participó con los primeros historiadores en resaltar este tema, al preguntar a las mujeres durante la época nazi.  En 1984, escribió en Cuando la biología se convirtió en destino, las mujeres en Weimar y la Alemania nazi, que las mujeres esclavizadas económica y moralmente no pudieron ejercer su libertad estando confinadas en el hogar y sometidas al gobierno de sus maridos.  Así, asociamos los estudios sobre el tema durante la década de 1980 principalmente con percepciones de que las mujeres eran víctimas del "machismo" y de un fascismo "misógino". En términos de patrones de votación, una mayor proporción de votantes masculinos apoyó al partido nazi en comparación con las votantes femeninas. 
Sin embargo, la simplicidad de este análisis tiende a desaparecer en estudios recientes. En 1987, la historiadora Claudia Koonz, en Mothers in the Fatherland (Las madres en la patria, las mujeres, la familia y la política nazi, cuestionó esta afirmación y reconoció cierta culpa). Afirma lo siguiente: "Lejos de ser impresionables o inocentes, las mujeres hicieron posible el asesinato por parte del Estado en nombre de intereses que definieron como maternos".  Para ella, contener a las amas de casa sólo les permitió afirmarse y adquirir una identidad, especialmente a través de las asociaciones de mujeres dirigidas por la nazi Gertrud Scholtz-Klink. Por tanto, ayudaron a estabilizar el sistema. Las mujeres disfrutaban de la política y la eugenesia del Estado, que prometía ayuda financiera si la tasa de natalidad era alta, para ayudar a estabilizar el sistema "preservando la ilusión del amor en un ambiente de odio".  Además, si Gisela Bock denunció el trabajo de su colega como "antifeminista", otras como Adelheid von Saldern se niegan a limitarse a una elección estricta entre complicidad y opresión y están más interesadas en cómo el nazismo incluyó a las mujeres en su proyecto para Alemania. 
Kate Docking, en su reseña del libro Female Administrators of the Third Reich (Mujeres Administradoras del Tercer Reich) escribe que "El mérito clave de esta monografía es que hace visibles a las mujeres que finalmente permitieron que ocurriera el Holocausto: como señala la autora, si bien estas mujeres no ejecutaron órdenes para la persecución de los propios judíos, el genocidio no se habría podido llevar a cabo sin quienes escribieron las órdenes, contestaron los teléfonos y enviaron los telegramas. Las administradoras tuvieron la oportunidad de cuestionar sus órdenes y descubrir más sobre el Holocausto, pero en general, no lo hicieron. Tenían cierta conciencia del Holocausto y no hicieron nada. Muchos recordaron su tiempo trabajando para el Tercer Reich con cariño y nostalgia."  Un trabajo reciente de la historiadora Wendy Lower (consultora del Museo Conmemorativo del Holocausto de los Estados Unidos), demuestra que un número sustancial de mujeres fueron cómplices de las atrocidades nazis y, a veces, participantes directas.  Lower escribe:

Toda la población de mujeres alemanas (casi cuarenta millones en 1939) no puede considerarse un grupo de víctimas. Un tercio de la población femenina, trece millones de mujeres, participaban activamente en una organización del Partido Nazi, y la membresía femenina en el Partido Nazi aumentó de manera constante hasta el final de la guerra. Así como en general se subestima la participación de las mujeres en la historia, aquí también -y quizás de manera aún más problemática, dadas las implicaciones legales y morales- la participación de las mujeres en los crímenes del Tercer Reich no ha sido completamente elaborada y explicada. Un gran número de mujeres alemanas comunes y corrientes no fueron víctimas, y aún no se han revelado formas rutinarias de participación femenina en el Holocausto.

Tales realidades dejan muy claro que cuando terminó la guerra, las mujeres alemanas habían atravesado el círculo completo de ser incubadoras protegidas para el futuro ario a contribuyentes eficaces en el sistema de campos de concentración nazi.